# FC Twente in het seizoen 2012/13 (mannen)
Het seizoen 2012/2013 is het 48e jaar in het bestaan van de Enschedese voetbalclub FC Twente. De Tukkers nemen deel aan de Eredivisie, het toernooi om de KNVB beker, en de UEFA Europa League.

## Selectie en technische staf

### Selectie
Dit betreft spelers die in het seizoen 2012/13 en na 1 augustus 2012 op enig moment deel uitmaakten van de selectie van FC Twente. Dit is dus inclusief spelers die tijdens het seizoen verhuurd of verkocht zijn.
| #  | Naam                    | Positie                  | Geb. datum | Opmerking                                                                 |
| -- | ----------------------- | ------------------------ | ---------- | ------------------------------------------------------------------------- |
| 1  | Sander Boschker         | Doelverdediger           | 20-10-1970 |                                                                           |
| 2  | Andreas Bjelland        | Verdediger               | 11-07-1988 |                                                                           |
| 3  | Nicky Kuiper            | Verdediger               | 07-06-1989 | Vanaf 31 januari 2013 verhuurd aan Panathinaikos FC.                      |
| 4  | Peter Wisgerhof         | Verdediger               | 19-11-1979 | Stond op 21 november 2012 aanvoerdersband af wegens gebrek aan speeltijd. |
| 5  | Robbert Schilder        | Middenvelder, Verdediger | 18-04-1986 |                                                                           |
| 6  | Wout Brama              | Middenvelder             | 21-08-1986 |                                                                           |
| 7  | Denny Landzaat          | Middenvelder             | 06-06-1976 |                                                                           |
| 8  | Leroy Fer               | Middenvelder             | 05-01-1990 |                                                                           |
| 9  | Dmitri Boelykin         | Aanvaller                | 20-11-1979 |                                                                           |
| 10 | Dušan Tadić             | Aanvaller, Middenvelder  | 20-11-1988 |                                                                           |
| 11 | Jerson Cabral           | Aanvaller                | 03-01-1991 | Op 31 augustus 2012 overgekomen van Feyenoord.                            |
| 11 | Wesley Verhoek          | Aanvaller                | 25-09-1986 | Op 31 augustus 2012 getransfereerd naar Feyenoord.                        |
| 12 | Tim Cornelisse          | Verdediger               | 03-04-1978 | Vanaf 25 januari 2013 verhuurd aan Willem II.                             |
| 13 | Nikolaj Michajlov       | Doelverdediger           | 28-06-1988 |                                                                           |
| 14 | Willem Janssen          | Middenvelder             | 04-07-1986 |                                                                           |
| 15 | Roberto Rosales         | Verdediger               | 20-11-1988 |                                                                           |
| 16 | Tim Breukers            | Verdediger               | 04-11-1987 |                                                                           |
| 17 | Rasmus Bengtsson        | Verdediger               | 26-06-1986 |                                                                           |
| 18 | Nils Röseler            | Verdediger               | 10-02-1992 | Vanaf 31 augustus 2012 verhuurd aan VVV-Venlo.                            |
| 18 | Dedryck Boyata          | Verdediger               | 08-09-1990 | Van augustus 2012 t/m januari 2013 gehuurd van Manchester City FC.        |
| 19 | Douglas Franco Teixeira | Verdediger               | 12-01-1988 |                                                                           |
| 20 | Glynor Plet             | Aanvaller                | 30-01-1987 | Vanaf 31 augustus 2012 verhuurd aan KRC Genk.                             |
| 20 | Edson Braafheid         | Verdediger               | 08-04-1983 | Vanaf 31 augustus 2012 gehuurd van TSG 1899 Hoffenheim.                   |
| 21 | Felipe Gutiérrez        | Aanvaller, Middenvelder  | 08-10-1990 |                                                                           |
| 22 | Nacer Chadli            | Aanvaller                | 02-08-1989 |                                                                           |
| 25 | Daniel Fernandes        | Doelverdediger           | 25-09-1983 |                                                                           |
| 26 | Joshua John             | Aanvaller                | 01-10-1988 | Vanaf 2 augustus 2012 verhuurd aan FC Nordsjælland.                       |
| 27 | Quincy Promes           | Middenvelder             | 04-01-1992 | Vanaf 9 augustus 2012 verhuurd aan Go Ahead Eagles.                       |
| 30 | Luc Castaignos          | Aanvaller                | 27-09-1992 |                                                                           |
| 34 | Andrej Rendla           | Middenvelder             | 13-10-1990 |                                                                           |

De jeugd- en beloftespelers Filip Bednarek, Wouter Dronkers, Timo Plattel, Coen Gortemaker, Joey Pelupessy, Lars Bleker, Kris Fillinger, Shadrach Eghan, Tim Hölscher, Edwin Gyasi, Mirco Born en Felitciano Zschusschen maakten één of meerdere keren deel uit van de eerste selectie tijdens een officiële wedstrijd.
Van de selectiespelers zijn Sander Boschker, Wout Brama, Nils Röseler, Quincy Promes en Andrej Rendla door FC Twente zelf opgeleid.

### Technische staf

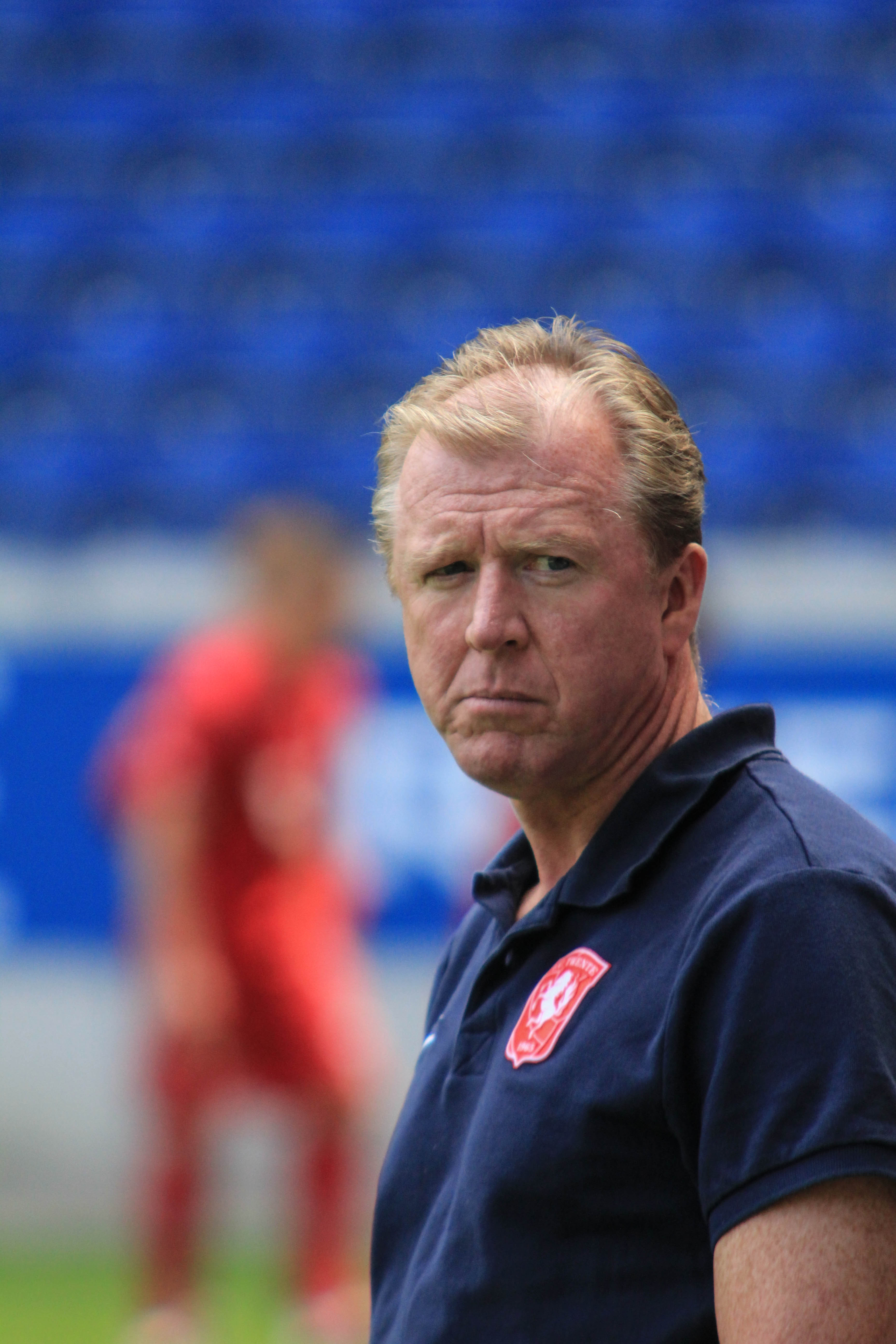
Steve McClaren

| Naam                   | Functie                   | Opmerking                                       |
| ---------------------- | ------------------------- | ----------------------------------------------- |
| Steve McClaren         | Hoofdtrainer/coach        | Functie neergelegd op 26 februari 2013.         |
| Alfred Schreuder       | Assistent-trainer         | Per 26 februari 2013 hoofdtrainer/coach (a.i.). |
| Michel Jansen          | Hoofdtrainer/coach (a.i.) | Per 1 april 2013 in functie.                    |
| Boudewijn Pahlplatz    | Assistent-trainer         |                                                 |
| Youri Mulder           | Assistent-trainer         |                                                 |
| Kees van Wonderen      | Assistent-trainer         | Per 28 februari 2013 in functie.                |
| Cees Lok               | Technisch manager         |                                                 |
| Toon Renes             | Elftalbegeleider          |                                                 |
| Alessandro Schoenmaker | Fysiektrainer             |                                                 |
| Jan Kluitenberg        | Fysiektrainer             |                                                 |
| Theo Snelders          | Keeperstrainer            |                                                 |
| Roy Hoogeslag          | Hoofd medische staf       |                                                 |
| Rob Ouderland          | Manager medische zaken    |                                                 |

## Transfers

### Aangetrokken
Gedurende het seizoen 2011/12 werden er al verschillende spelers vastgelegd voor dit seizoen. In november 2011 werd de overgang van de Deens international Andreas Bjelland (FC Nordsjælland) beklonken. In april 2012 werden vervolgens Dušan Tadić van FC Groningen en Tim Breukers van Heracles Almelo vastgelegd. Bij Tadić zou er sprake zijn van een transfersom van circa zeven miljoen euro. In juni 2012 trok FC Twente de Chileense spelmaker Felipe Gutiérrez (Universidad Católica) en Robbert Schilder van NAC Breda aan.
Vanuit het beloftenelftal werden Nils Röseler en Quincy Promes doorgeschoven. Na het vertrek van spitsspeler Luuk de Jong werd op 20 juli 2012 de van AFC Ajax afkomstige transfervrije Dmitri Boelykin voor één seizoen gecontracteerd. Ruim een week later werd tevens de 19-jarige Luc Castaignos gepresenteerd, die volgens berichten in de media voor ongeveer zes miljoen euro van Inter Milaan werd gekocht.
Eind augustus vonden er zoals gebruikelijk verschillende transfers plaats. FC Twente huurde de verdedigers Dedryck Boyata en Edson Braafheid van respectievelijk Manchester City FC en TSG 1899 Hoffenheim. Jerson Cabral werd met FC Twente-speler Wesley Verhoek geruild en kwam op 31 augustus 2012 over van Feyenoord.
In de winterstop werden er geen spelers aangetrokken.

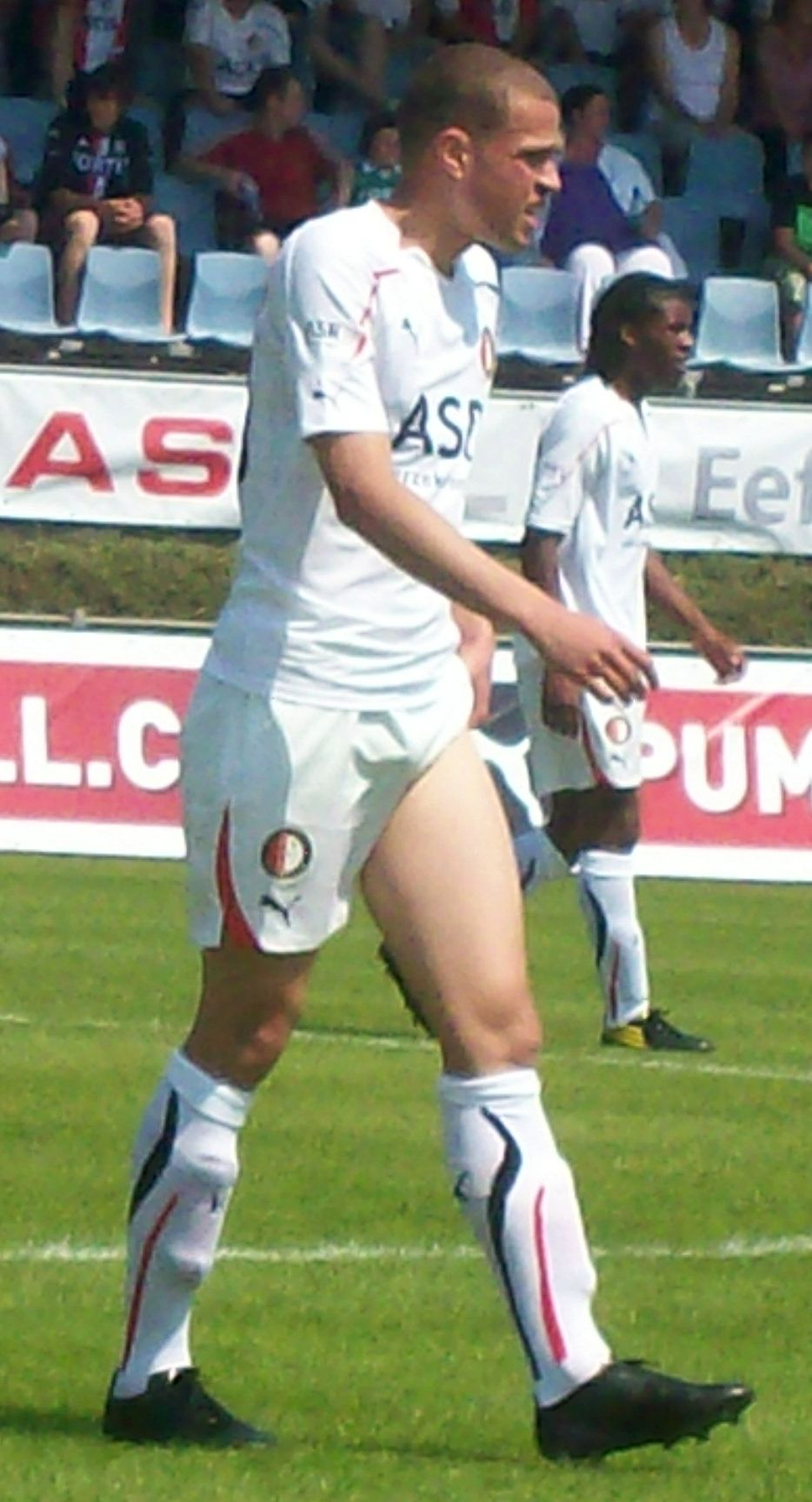
Luc Castaignos

| Naam             | Van                  | Contract tot | Opmerking                   |
| ---------------- | -------------------- | ------------ | --------------------------- |
| Andreas Bjelland | FC Nordsjælland      | Juli 2016    | Transfersom ca. € 2.500.000 |
| Dmitri Boelykin  | AFC Ajax             | Juli 2013    | Transfervrij                |
| Dedryck Boyata   | Manchester City FC   | n.v.t.       | Gehuurd                     |
| Edson Braafheid  | TSG 1899 Hoffenheim  | n.v.t.       | Gehuurd                     |
| Tim Breukers     | Heracles Almelo      | Juli 2015    | Transfervrij                |
| Jerson Cabral    | Feyenoord            | Juli 2016    |                             |
| Luc Castaignos   | Inter Milaan         | Juli 2016    | Transfersom ca. € 6.000.000 |
| Felipe Gutiérrez | Universidad Católica | Juli 2017    | Transfersom ca. € 2.800.000 |
| Quincy Promes    | Eigen jeugd          | Juli 2015    |                             |
| Nils Röseler     | Eigen jeugd          | Juli 2014    |                             |
| Robbert Schilder | NAC Breda            | Juli 2016    | Transfersom ca. € 900.000   |
| Dušan Tadić      | FC Groningen         | Juli 2015    | Transfersom ca. € 7.000.000 |

### Vertrokken
Op 1 april 2012 maakte FC Twente bekend formeel de aflopende contracten te hebben opgezegd van het trio Boschker, Landzaat en Tiendalli. Dit is gebruikelijk voor spelers met aflopende contracten die tussentijds hun contract minimaal eenmaal verlengden. Later verlengden Boschker en Landzaat alsnog. Tiendalli vertrok transfervrij en tekende bij het Engelse Swansea City AFC.
Eind mei verkocht FC Twente Ola John voor zo'n negen miljoen euro aan Benfica. Op 12 juni verliet ook Bart Buysse de club. De Belg keerde terug naar de club waar hij een deel van zijn jeugdopleiding genoot; Club Brugge. Eind juni vertrok de van verhuur aan VVV-Venlo teruggekeerde Steven Berghuis definitief. Hij werd verkocht aan AZ. Halverwege juli deed FC Twente aanvaller Luuk de Jong van de hand voor een recordbedrag. Borussia Mönchengladbach betaalde volgens de media een bedrag tussen de twaalf en vijftien miljoen voor hem.
Diverse spelers werden verhuurd. Doelman Nick Marsman werd aan Go Ahead Eagles verhuurd om ervaring op te doen. Thilo Leugers werd verhuurd aan NAC Breda. Emir Bajrami onderging eenzelfde lot. Hij werd uitgeleend AS Monaco. Nils Röseler en Quincy Promes werden voor een jaar gestald bij respectievelijk VVV-Venlo en Go Ahead Eagles. Joshua John ging naar het Deense FC Nordsjælland en Glynor Plet was na de komst van Boelykin en Castaignos overbodig en vertrok op huurbasis naar KRC Genk.
| Naam             | Naar                     | Opmerking                    |
| ---------------- | ------------------------ | ---------------------------- |
| Emir Bajrami     | AS Monaco                | Verhuurd                     |
| Steven Berghuis  | AZ                       | Transfersom onbekend         |
| Bart Buysse      | Club Brugge              | Transfervrij                 |
| Joshua John      | FC Nordsjælland          | Verhuurd                     |
| Ola John         | Benfica                  | Transfersom ca. € 9.000.000  |
| Luuk de Jong     | Borussia Mönchengladbach | Transfersom ca. € 15.000.000 |
| Thilo Leugers    | NAC Breda                | Verhuurd                     |
| Nick Marsman     | Go Ahead Eagles          | Verhuurd                     |
| Glynor Plet      | KRC Genk                 | Verhuurd                     |
| Quincy Promes    | Go Ahead Eagles          | Verhuurd                     |
| Nils Röseler     | VVV-Venlo                | Verhuurd                     |
| Dwight Tiendalli | Swansea City AFC         | Transfervrij vertrokken      |

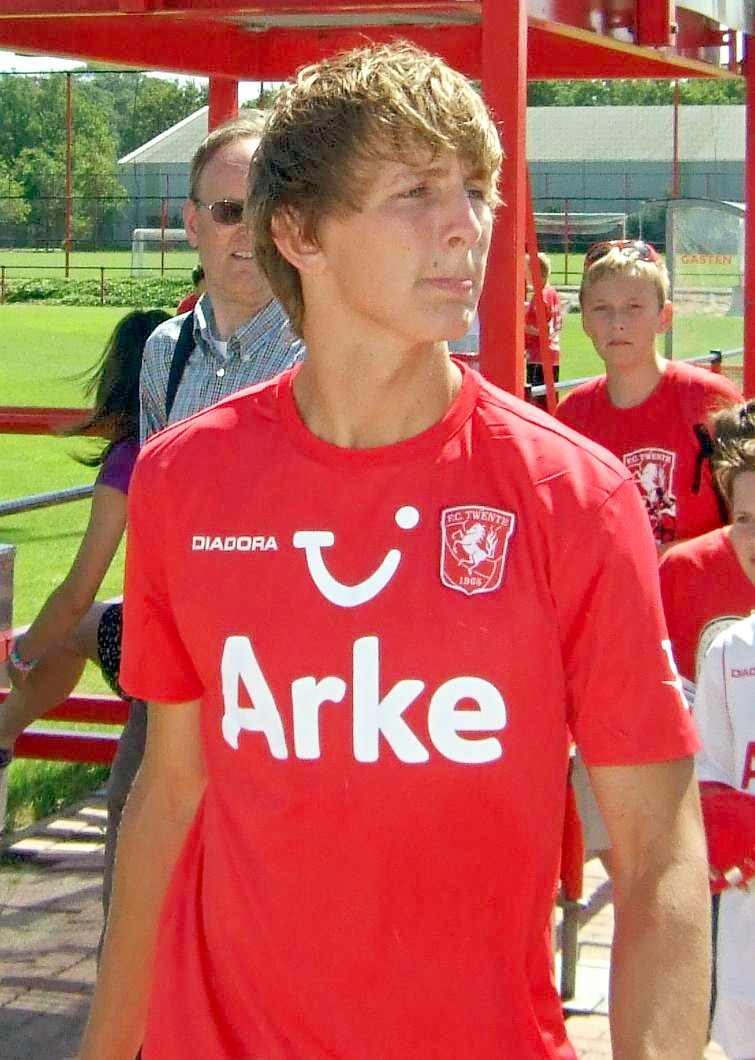
Luuk de Jong

In de winterstop werden Tim Cornelisse en Nicky Kuiper verhuurd aan respectievelijk Willem II en het Griekse Panathinaikos FC. Beiden waren overbodig bij FC Twente. De huurovereenkomst van de Belg Dedryck Boyata werd opgezegd. Hij keerde terug naar zijn club Manchester City FC.
| Naam           | Naar               | Opmerking              |
| -------------- | ------------------ | ---------------------- |
| Dedryck Boyata | Manchester City FC | Einde huurovereenkomst |
| Tim Cornelisse | Willem II          | Verhuurd               |
| Nicky Kuiper   | Panathinaikos FC   | Verhuurd               |

## Doelstellingen
De club heeft zich voor het seizoen 2012/13 de volgende doelen gesteld:
| Competitie    | Beoogd resultaat               | Start seizoen | Huidig resultaat | Behaald resultaat | Eerste wedstrijd  | Laatste wedstrijd |
| ------------- | ------------------------------ | ------------- | ---------------- | ----------------- | ----------------- | ----------------- |
| Eredivisie    | Top 4                          | n.v.t.        | 6e               | 6e                | 12 augustus 2012  | 12 mei 2013       |
| KNVB beker    | Geen doelstelling geformuleerd | 2e ronde      | 3e ronde         | 3e ronde          | 26 september 2012 | 1 november 2012   |
| Europa League | Groepsfase                     | 1e voorronde  | Groepsfase(4e)   | Groepsfase(4e)    | 5 juli 2012       |                   |

## Het seizoen

### De voorbereiding

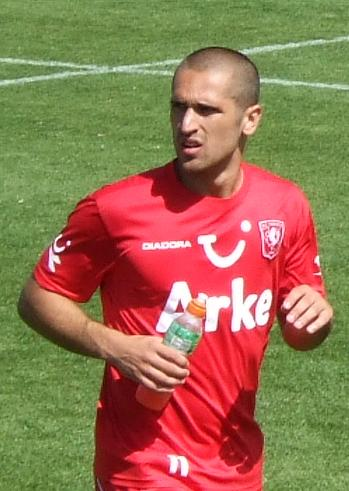
Bajrami was de enige speler van FC Twente die in actie kwam op het EK

FC Twente begon op 18 juni aan de voorbereiding aan het seizoen. Opvallend was dat Sander Boschker en Denny Landzaat ook van de partij waren. Met beide spelers was Twente nog in onderhandeling over het verlengen van hun contract. Spelers die interlandverplichtingen hadden na afloop van het vorige seizoen ontbraken nog op de training. Ook Douglas en Wesley Verhoek waren nog niet van de partij. De EK-gangers De Jong, Bjelland en Bajrami sloten pas op 9 en 13 juli aan. Aanwinst Felipe Gutiérrez was op 18 en 19 juni ook in Nederland om zich medisch te laten keuren en kennis te maken. Hij keerde daarna terug naar Chili om de papieren in zijn thuisland in orde te maken.
Wanneer het team aan de tweede trainingsweek begon, die plaatsvond in De Lutte, had het er al een oefenduel tegen SV Enter (0-7 winst) opzitten. Meer spelers sloten aan bij de groep, maar Douglas ontbrak nog om onduidelijke redenen. Midweeks meldde hij zich wel, een dag nadat WVC ook met 0-7 verslagen werd. Als sanctie werd hij voor onbepaalde tijd teruggezet naar het beloftenelftal. De selectie uit Twenterand werd op donderdag verslagen met de kleinst mogelijke marge; 0-1. De week werd afgesloten met een oefenwedstrijd tegen RKZVC. Deze amateurvereniging werd met ruimere cijfers aan de kant gezet. FC Twente won met 1-14. Spelers als Dušan Tadić, Leroy Fer en Rasmus Bengtsson maakten hun eerste minuten in de voorbereiding. Glynor Plet was de topscorer van de dag met vier doelpunten.

### Eerste seizoenshelft

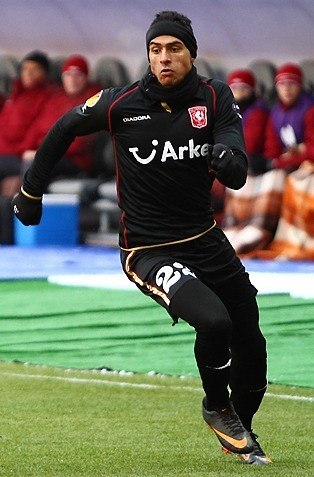
Chadli was met twee doelpunten en vier assists erg belangrijk voor FC Twente in juli.

Voor FC Twente stond op 5 juli 2012 al de eerste officiële wedstrijd op het programma. In de eerste voorronde van de Europa League werd UE Santa Coloma met 6-0 verslagen. Onder meer doelpunten van debutanten Robbert Schilder en Dušan Tadić hielpen Twente aan de winst. Enkele dagen later werd er een oefenwedstrijd gespeeld tegen FC Nordsjælland die met 2-1 gewonnen werd. Hierna sloten Andreas Bjelland en Luuk de Jong aan bij de groep. Hun vakantie was afgelopen.
Een week na de eerste ontmoeting werd ook het tweede duel tegen Santa Coloma winnend afgesloten, waardoor de ploeg verder bekerde naar de tweede voorronde. Coach McClaren benutte de wedstrijd om de jeugdspelers Born, Hölscher en Gortemaker hun eerste officiële minuten in het eerste elftal te laten maken. Enkele dagen later werd ook van FC Emmen gewonnen in een oefenwedstrijd. Leroy Fer scoorde de openingstreffer vanaf elf meter, maar kreeg later in de wedstrijd een rode kaart en kon vertrekken. Hij werd daarvoor voor één oefenduel geschorst. In de week in aanloop naar het duel met FC Inter Turku verkocht FC Twente Luuk de Jong voor een recordbedrag aan Borussia Mönchengladbach. De Duitsers betaalden zo'n vijftien miljoen euro voor de spits.
In de wedstrijd tegen Inter Turku kwam FC Twente op achterstand in de eerste helft. Tadić scoorde in de tweede helft de gelijkmaker, waarmee de eindstand bereikt was. Het oefenduel tegen SC Paderborn dat tussendoor gespeeld werd, verloor FC Twente met 1-0. In de return tegen Turku werd het gelijke spel ruimschoots goed gemaakt. Onder meer twee treffers van Fer en Chadli waren goed voor een 0-5-overwinning en de volgende ronde. Met het vertrek van Luuk de Jong moest de club op zoek naar een nieuwe spits.
De competitie 2012/13 startte voor FC Twente voortvarend. In de eerste wedstrijd van het seizoen werd FC Groningen thuis met 4 - 1 verslagen. Voormalig Groningen speler Dušan Tadić scoorde tweemaal tegen zijn oude club. Ook Nacer Chadli vond tweemaal het doel. Twente stond daarmee na de eerste speelronde op doelsaldo op de eerste plek van de Eredivisie.
Op 18 augustus speelde FC Twente haar eerste uitwedstrijd in de competitie, welke door een doelpunt van Leroy Fer met 0-1 gewonnen werd.
In de daaropvolgende wedstrijd tegen Bursaspor in de play-off ronde van de Europa League kwam FC Twente op voorsprong via Nacer Chadli. De Turken scoorden daarna driemaal, waardoor de heenwedstrijd met 3-1 werd verloren. In het daaropvolgende weekend hersteld FC Twente zich van de nederlaag. N.E.C. werd in eigen huis redelijk eenvoudig opzij gezet; 1-3.

## Wedstrijdstatistieken

### Oefenduels
| Oefenduel 1 | SV Enter                                                                       | 0 - 7 (0 - 3)                                                                                  | FC Twente | Selectie FC Twente: |
| za. 23 juni 2012 Aanvangstijd: 15:00 uur Plaats: Enter sportpark De Krompatte Toeschouwers: 2.000 Scheidsrechter: Eric Braamhaar |                                                                                | 0 - 1 0 - 2 0 - 3 0 - 4 0 - 5 0 - 6 0 - 7                                                      | 02' Marco Otten (e.d.) 34' Glynor Plet 45' Joshua John 74' Chris David 77' Mirco Born 78' Mirco Born 90' Jurjan Mannes | OPSTELLING EERSTE HELFT: Boschker - Cornelisse, Wisgerhof , Röseler, Kuiper - Brama, Promes, Landzaat - Verhoek, Plet, John OPSTELLING TWEEDE HELFT: Fernandes - Breukers, Bouma, Pelupessy, Gortemaker - Mannes , Hölscher, David - Zschusschen, Born, Gyasi |
| Oefenduel 2 | WVC                                                                            | 0 - 7 (0 - 2)                                                                                  | FC Twente | Selectie FC Twente: |
| di. 26 juni 2012 Aanvangstijd: 19:00 uur Plaats: Winterswijk Complex De Morgenzon Toeschouwers: 2.000 Scheidsrechter: Wijnand Rutgers                                                                                                   |                                                                                | 0 - 1 0 - 2 0 - 3 0 - 4 0 - 5 0 - 6 0 - 7                                                      | Glynor Plet Joshua John Glynor Plet (p) Tim Hölscher Mirco Born Quincy Promes (p) Quincy Promes | BASISOPSTELLING: Boschker - Cornelisse, Wisgerhof , Röseler, Kuiper - Brama, Janssen, Landzaat - Verhoek, Plet, John WISSELS: 41' Schilder - Landzaat 46' Promes - Brama 56' Fernandes - Boschker 56' Bouma - Cornelisse 56' Gortemaker - Wisgerhof 56' Pelupessy - Röseler 56' David - Kuiper 56' Mannes - Janssen 56' Hölscher - Verhoek 56' Born - Plet 56' Gyasi - John |
| - Schilder nam in de 56e minuut de aanvoerdersband over van Wisgerhof. |                                                                                |                                                                                                | | |
| Oefenduel 3 | Selectie Twenterand                                                            | 0 - 1 (0 - 0)                                                                                  | FC Twente | Selectie FC Twente: |
| do. 28 juni 2012 Aanvangstijd: 18:45 uur Plaats: Vriezenveen Sportpark 't Midden - terrein DOS '37 Toeschouwers: 1.500 Scheidsrechter: Bas Nijhuis                                                                                      |                                                                                | 0 - 1                                                                                          | 51' Joshua John | BASISOPSTELLING: Fernandes - Breukers, Wisgerhof , Röseler, Kuiper - Brama, Promes, Schilder - Verhoek, Plet, John WISSELS: 46' Bednarek - Fernandes 60' Cornelisse - Breukers 60' Pelupessy - Wisgerhof 60' Bouma - Kuiper 60' David - Brama 60' Mannes - Schilder 60' Hölscher - Verhoek 60' Born - Plet 60' Gyasi - John                                                 |
| - Cornelisse nam in de 60e minuut de aanvoerdersband over van Wisgerhof. |                                                                                |                                                                                                | | |
| Oefenduel 4 | RKZVC                                                                          | 1 - 14 (1 - 6)                                                                                 | FC Twente | Selectie FC Twente: |
| za. 30 juni 2012 Aanvangstijd: 16:00 uur Plaats: Zieuwent Sportcomplex De Greune Weide Toeschouwers: 1.100 Scheidsrechter: Bas Nijhuis                                                                                                  | Dennis Krabbenborg (p) 25'                                                     | 0 - 1 0 - 2 0 - 3 1 - 3 1 - 4 1 - 5 1 - 6 1 - 7 1 - 8 1 - 9 1 - 10 1 - 11 1 - 12 1 - 13 1 - 14 | 04' Glynor Plet 18' Glynor Plet 21' Joshua John 31' Glynor Plet 33' Quincy Promes 37' Glynor Plet 57’ Rasmus Bengtsson 70’ Dušan Tadić 73’ Leroy Fer (p) 78’ Leroy Fer (p) 83’ Tim Hölscher 85’ Mirco Born (p) 87’ Joey Pelupessy 89’ Mirco Born | BASISOPSTELLING: Boschker - Breukers, Wisgerhof , Röseler, Kuiper - Brama, Promes, Schilder - Verhoek, Plet, John WISSELS: 46' Fernandes - Boschker 46' Bengtsson - Röseler 46' Fer - Kuiper 46' Tadić - Promes 58' Cornelisse - Breukers 58' Pelupessy - Wisgerhof 58' Bouma - Schilder 58' David - Brama 58' Hölscher - Verhoek 58' Born - Plet 58' Gyasi - John          |
| - Fer nam in de 58e minuut de aanvoerdersband over van Wisgerhof. |                                                                                |                                                                                                | | |
| Oefenduel 5 | FC Twente                                                                      | 2 - 1 (0 - 1)                                                                                  | FC Nordsjælland | Selectie FC Twente: |
| zo. 8 juli 2012 Aanvangstijd: 13:30 uur Plaats: Hengelo Sportpark Slangenbeek Toeschouwers: 1.200 Scheidsrechter: Reinold Wiedemeijer                                                                                                   | Nacer Chadli 51' Mirco Born 57'                                                | 0 - 1 1 - 1 2 - 1                                                                              | 11' Tobias Mikkelsen | BASISOPSTELLING: Michajlov - Rosales, Bengtsson, Douglas, Kuiper - Fer , Tadić, Schilder - Gyasi, Plet, Chadli WISSELS: 46' Fernandes - Michajlov 46' Breukers - Rosales 46' Wisgerhof - Douglas 46' Gortemaker - Kuiper 46' Janssen - Schilder 46' Born - Plet 61' Röseler - Bengtsson 61' Brama - Fer 61' Verhoek - Tadić 61' John - Chadli 61' Promes - Gyasi            |
| Oefenduel 6 | FC Emmen                                                                       | 0 - 5 (0 - 3)                                                                                  | FC Twente | Selectie FC Twente: |
| za. 14 juli 2012 Aanvangstijd: 17:00 uur Plaats: Emmen Univé Stadion Toeschouwers: 3.500 Scheidsrechter: Rogier Honig |                                                                                | 0 - 1 0 - 2 0 - 3 0 - 4 0 - 5                                                                  | 7' Leroy Fer (p) 19' Edwin Gyasi 29' Edwin Gyasi 55' Dušan Tadić 59' Kelvin Maynard (e.d.) | BASISOPSTELLING: Michajlov - Rosales, Bengtsson, Douglas, Bjelland - Fer , Tadić, Schilder - Gyasi, Plet, Chadli WISSELS: 46' Brama - Bjelland 61' Cornelisse - Rosales 61' Wisgerhof - Douglas 61' Röseler - Bengtsson 67' Janssen - Tadić 67' Verhoek - Gyasi 72' Born - Plet 72' John - Chadli 79' Kuiper - Schilder                                                     |
| - Fer kreeg in de 65e minuut een rode kaart. |                                                                                |                                                                                                | | |
| Oefenduel 7 | SC Paderborn 07                                                                | 1 - 0 (0 - 0)                                                                                  | FC Twente | Selectie FC Twente: |
| zo. 22 juli 2012 Aanvangstijd: 14:30 uur Plaats: Gronau Terrein SG Gronau Toeschouwers: 2.000 Scheidsrechter: Florian Steuer (DUI) | Alban Meha (p) 48'                                                             | 1 - 0                                                                                          | | BASISOPSTELLING: Fernandes - Breukers, Röseler, Bjelland, Kuiper - Brama , Promes, Janssen - Verhoek, Born, John WISSELS: 60' Cornelisse - Bjelland 65' Hölscher - Born |
| - Gele kaarten waren er voor Janssen, Breukers en Promes. |                                                                                |                                                                                                | | |
| Oefenduel 8 | MSV Duisburg                                                                   | 0 - 1 (0 - 1)                                                                                  | FC Twente | Selectie FC Twente: |
| zo. 29 juli 2012 Aanvangstijd: 14:30 uur Plaats: Duisburg Schauinsland-Reisen-Arena Toeschouwers: 16.000 Scheidsrechter: Sascha Stegemann (DUI)                                                                                         |                                                                                | 0 - 1                                                                                          | 40' Leroy Fer | OPSTELLING EERSTE HELFT: Michajlov - Rosales, Bjelland, Douglas, Schilder - Brama , Janssen, Fer - Tadić, Plet, Chadli OPSTELLING TWEEDE HELFT: Fernandes - Breukers, Bjelland, Wisgerhof , Cornelisse - Röseler, Promes, Fillinger - Verhoek, Gutiérrez, Gyasi WISSELS TWEEDE HELFT: 75' Bengtsson - Bjelland                                                              |
| Oefenduel 9 | FC Twente                                                                      | 3 - 1 (1 - 0)                                                                                  | FC Den Bosch | Selectie FC Twente: |
| do. 5 september 2012 Aanvangstijd: 14:30 uur Plaats: Hengelo Trainingscentrum Toeschouwers: 100 Scheidsrechter: Bas Nijhuis | Mirco Born 9' Edwin Gyasi 56' Felipe Gutiérrez 71'                             | 1 - 0 2 - 0 2 - 1 3 - 1                                                                        | 59' Bart van Brakel | BASISOPSTELLING: Boschker - Breukers, Bengtsson, Braafheid, Cornelisse - Landzaat, Hölscher, Eghan - Gutiérrez, Born, Gyasi WISSELS: 46' Bateau - Bengtsson 46' Kuiper - Cornelisse 46' Pelupessy - Hölscher 65' Zschusschen - Eghan 75' Fillinger - Born 80' Gortemaker - Braafheid                                                                                        |
| - Voor FC Twente speelden onder andere de proefspelers Shadrach Eghan uit Kenia en Sheldon Bateau uit Trinidad & Tobago. |                                                                                |                                                                                                | | |
| Oefenduel 10 | FC Twente                                                                      | 2 - 1 (2 - 1)                                                                                  | VfL Osnabrück | Selectie FC Twente: |
| vrij. 12 oktober 2012 Aanvangstijd: 15:00 uur Plaats: Hengelo Trainingscentrum Toeschouwers: 95 Scheidsrechter: Eric Braamhaar | Tim Breukers 33' Felicitiano Zschusschen 38'                                   | 1 - 0 2 - 0 2 - 1                                                                              | 45' Daniel Nagy | BASISOPSTELLING: Boschker - Cornelisse, Wisgerhof , Boyata, Kuiper - Breukers, Landzaat, Pelupessy - Gyasi, Born, Zschusschen WISSELS: 46' Fernandes - Boschker 50' Eghan - Landzaat 60' Jesgarzewski - Gyasi 66' Bleker - Cornelisse 71' Oosterwijk - Born 81' Tanda - Pelupessy                                                                                           |
| Oefenduel 11 | HJK Helsinki                                                                   | 0 - 0 (0 - 0)                                                                                  | FC Twente | Selectie FC Twente: |
| ma. 7 januari 2013 Aanvangstijd: 17:00 uur Plaats: San Bartolomé de Tirajana Estadio Maspalomas Toeschouwers: 500 Scheidsrechter: Rubén Jiménez González                                                                                |                                                                                |                                                                                                | | OPSTELLING EERSTE HELFT: Michajlov - Rosales, Douglas, Bengtsson, Schilder - Brama , Tadić, Fer - Gyasi, Castaignos, Chadli OPSTELLING TWEEDE HELFT: Boschker - Cornelisse, Wisgerhof , Douglas, Braafheid - Pelupessy, Hölscher, Janssen - Cabral, Boelykin, Zschusschen WISSELS TWEEDE HELFT: 78' Gutiérrez - Douglas                                                     |
| - Wedstrijd in het kader van de Maspalomas Cup. FC Twente won na strafschoppen (5-4) en plaatste zich voor de finale van het toernooi. Voor Twente scoorden Boelykin, Janssen, Braafheid, Cabral en Gutiérrez in de strafschoppenreeks. |                                                                                |                                                                                                | | |
| Oefenduel 12 | FC Lausanne-Sport                                                              | 0 - 2 (0 - 1)                                                                                  | FC Twente | Selectie FC Twente: |
| do. 10 januari 2013 Aanvangstijd: 19:30 uur Plaats: San Bartolomé de Tirajana Estadio Maspalomas Toeschouwers: 500 Scheidsrechter: Alexander Merina Perez                                                                               |                                                                                | 0 - 1 0 - 2                                                                                    | 19' Luc Castaignos 58' Luc Castaignos | BASISOPSTELLING: Michajlov - Rosales, Douglas, Bengtsson, Schilder - Brama , Tadić, Janssen - Gutiérrez, Castaignos, Chadli WISSELS: 56' Hölscher - Gutiérrez 65' Braafheid - Schilder 73' Boelykin - Castaignos 82' Wisgerhof - Bengtsson |
| - Finale van de Maspalomas Cup. FC Lausanne-Sport bereikte de finale door het Noorse Strømsgodset IF te verslaan (2-2, na strafschoppen). FC Twente won de wedstrijd en daarmee het toernooi.                                           |                                                                                |                                                                                                | | |
| Oefenduel 13 | FC Twente                                                                      | 4 - 4 (3 - 2)                                                                                  | FC Volendam | Selectie FC Twente: |
| do. 21 maart 2013 Aanvangstijd: 13:00 uur Plaats: Hengelo Trainingscentrum Toeschouwers: 250 Scheidsrechter: Edwin de Graaf | Felipe Gutiérrez 18' Shadrach Eghan 36' Felipe Gutiérrez 40' Jerson Cabral 74' | 0 - 1 1 - 1 1 - 2 2 - 2 3 - 2 3 - 3 4 - 3 4 - 4                                                | 6' Jack Tuyp 28' Michiel Kramer 61' Brandley Kuwas 90' Soufiane Laghmouchi | OPSTELLING EERSTE HELFT: Plattel - Breukers, Wisgerhof, Bjelland, Engberink - Brama , Eghan, Gutiérrez - Gyasi, Castaignos, Cabral OPSTELLING TWEEDE HELFT: Lafrentz - Pelupessy, Wisgerhof, Verlaan, Engberink - Brama , Janssen, Hemmink - Castaignos, Zschusschen, Cabral WISSELS TWEEDE HELFT: 80' Tapia - Wisgerhof 80' Born - Castaignos 80' Bijen - Engberink        |
| - In deze oefenwedstrijd kregen behalve diverse spelers van Jong FC Twente ook de proefspelers José Lafrentz (Santiago Wanderers, Chili), Sven Verlaan (UVS) en Renato Tapia (Esther Grande, Peru) speeltijd.                           |                                                                                |                                                                                                | | |
| |                                                                                |                                                                                                | | |

### Eredivisie
| 1e speelronde | FC Twente                                                                                | 4 - 1 (2 - 0)                                   | FC Groningen | Selectie FC Twente: |
| zo. 12 augustus 2012 Aanvangstijd: 14:30 uur Plaats: Enschede De Grolsch Veste Toeschouwers: 29.400 Scheidsrechter: Jan Wegereef | Nacer Chadli 30' Dušan Tadić 33' Nacer Chadli 54' Dušan Tadić 71'                        | 1 - 0 2 - 0 3 - 0 4 - 0 4 - 1                   | 83' Leandro Bacuna | BASISOPSTELLING: Michajlov - Rosales, Douglas, Bjelland, Schilder - Janssen, Brama , Fer - Tadić, Boelykin, Chadli RESERVEBANK: Fernandes, Breukers, Wisgerhof, Bengtsson, Verhoek, Gutiérrez, Castaignos WISSELS: 70' Castaignos - Boelykin 84' Gutiérrez - Fer 88' Verhoek - Tadić              |
| 2e speelronde | NAC Breda                                                                                | 0 - 1 (0 - 0)                                   | FC Twente | Selectie FC Twente: |
| za. 18 augustus 2012 Aanvangstijd: 19:45 uur Plaats: Breda Rat Verlegh Stadion Toeschouwers: 15.500 Scheidsrechter: Kevin Blom |                                                                                          | 0 - 1                                           | 51' Leroy Fer | BASISOPSTELLING: Michajlov - Rosales, Douglas, Bjelland, Schilder - Janssen, Brama , Fer - Tadić, Boelykin, Chadli RESERVEBANK: Fernandes, Breukers, Wisgerhof, Bengtsson, Verhoek, Gutiérrez, Castaignos WISSELS: 46' Castaignos - Boelykin 79' Gutiérrez - Janssen 90' Verhoek - Tadić          |
| - Douglas (31') en Brama (83') kregen een gele kaart. Na twee speelronden staat FC Twente met zes punten op de eerste plaats in de Eredivisie, gevolgd door Ajax, AZ, RKC, Vitesse en Feyenoord die allen twee punten minder hebben. |                                                                                          |                                                 | | |
| 3e speelronde | N.E.C.                                                                                   | 1 - 3 (0 - 3)                                   | FC Twente | Selectie FC Twente: |
| zo. 26 augustus 2012 Aanvangstijd: 14:30 uur Plaats: Nijmegen Goffertstadion Toeschouwers: 12.500 Scheidsrechter: Ruud Bossen | Evander Sno 77'                                                                          | 0 - 1 0 - 2 0 - 3 1 - 3                         | 14' Luc Castaignos 22' Dmitri Boelykin 42' Leroy Fer (p.)                                                                      | BASISOPSTELLING: Michajlov - Rosales, Douglas, Bjelland, Schilder - Janssen, Fer , Gutiérrez - Tadić, Boelykin, Castaignos RESERVEBANK: Fernandes, Breukers, Wisgerhof, Bengtsson, Verhoek, Landzaat, Plet WISSELS: 40' Wisgerhof - Bjelland 60' Verhoek - Boelykin 82' Landzaat - Gutiérrez      |
| - Tadić (45'), Gutiérrez (62') en Janssen (81') kregen een gele kaart. Na drie speelronden staat FC Twente met negen punten op de eerste plaats in de Eredivisie, gevolgd door Ajax, RKC, Vitesse en Feyenoord die allen twee punten minder hebben. |                                                                                          |                                                 | | |
| 4e speelronde | FC Twente                                                                                | 1 - 0 (0 - 0)                                   | VVV-Venlo | Selectie FC Twente: |
| zo. 2 september 2012 Aanvangstijd: 14:30 uur Plaats: Enschede De Grolsch Veste Toeschouwers: 29.000 Scheidsrechter: Ed Janssen | Leroy Fer (p.) 90'                                                                       | 1 - 0                                           | | BASISOPSTELLING: Michajlov - Rosales, Wisgerhof , Bengtsson, Schilder - Janssen, Brama, Fer - Tadić, Boelykin, Castaignos RESERVEBANK: Boschker, Breukers, Cornelisse, Landzaat, Gutiérrez, Gyasi, Born WISSELS: 46' Gyasi - Boelykin 46' Gutiérrez - Janssen 81' Born - Castaignos               |
| - Na vier speelronden staat FC Twente met twaalf punten op de eerste plaats in de Eredivisie, gevolgd door Vitesse op twee punten achterstand en PSV op drie punten achterstand. |                                                                                          |                                                 | | |
| 5e speelronde | Willem II                                                                                | 2 - 6 (0 - 2)                                   | FC Twente | Selectie FC Twente: |
| za. 15 september 2012 Aanvangstijd: 19:45 uur Plaats: Tilburg Koning Willem II Stadion Toeschouwers: 10.300 Scheidsrechter: Jan Wegereef | Marc Höcher 70' Jeroen Lumu 84'                                                          | 0 - 1 0 - 2 0 - 3 1 - 3 1 - 4 1 - 5 2 - 5 2 - 6 | 39' Felipe Gutiérrez 41' Luc Castaignos 53' Robbert Schilder 78' Robbert Schilder 80' Willem Janssen 87' Philipp Haastrup (ed) | BASISOPSTELLING: Michajlov - Rosales, Wisgerhof , Douglas, Braafheid - Brama, Gutiérrez, Schilder - Gyasi, Castaignos, Tadić RESERVEBANK: Boschker, Boyata, Bengtsson, Landzaat, Janssen, Chadli, Cabral WISSELS: 51' Boyata - Rosales 63' Chadli - Gyasi 77' Janssen - Gutiérrez                 |
| - Rosales (26') kreeg een gele kaart. Na vijf speelronden staat FC Twente met vijftien punten op de eerste plaats in de Eredivisie. |                                                                                          |                                                 | | |
| 6e speelronde | FC Twente                                                                                | 1 - 0 (0 - 0)                                   | sc Heerenveen | Selectie FC Twente: |
| zo. 23 september 2012 Aanvangstijd: 14:30 uur Plaats: Enschede De Grolsch Veste Toeschouwers: 29.200 Scheidsrechter: Serdar Gözübüyük | Dušan Tadić (p.) 59′                                                                     | 1 - 0                                           | | BASISOPSTELLING: Michajlov - Rosales, Wisgerhof , Douglas, Braafheid - Brama, Gutiérrez, Janssen - Tadić, Castaignos, Chadli RESERVEBANK: Boschker, Boyata, Bengtsson, Landzaat, Gyasi, Cabral, Born WISSELS: 83′ Bengtsson - Gutiérrez 89′ Gyasi - Tadić 90′ Landzaat - Castaignos               |
| - Rosales (76') kreeg een gele kaart. Na zes speelronden staat FC Twente met achttien punten op de eerste plaats in de Eredivisie; een evenaring van het clubrecord uit seizoen 1968/69. |                                                                                          |                                                 | | |
| 7e speelronde | Ajax                                                                                     | 1 - 0 (0 - 0)                                   | FC Twente | Selectie FC Twente: |
| za. 29 september 2012 Aanvangstijd: 20:45 uur Plaats: Amsterdam Amsterdam ArenA Toeschouwers: 50.772 Scheidsrechter: Pieter Vink | Christian Eriksen 68′                                                                    | 1 - 0                                           | | BASISOPSTELLING: Michajlov - Rosales, Wisgerhof , Douglas, Braafheid - Janssen, Brama, Schilder - Tadić, Castaignos, Chadli RESERVEBANK: Boschker, Boyata, Bengtsson, Landzaat, Gutiérrez, Gyasi, Cabral WISSELS: 78′ Gutiérrez - Janssen 84′ Boyata - Wisgerhof                                  |
| - Tadic (45') en Brama (86') kregen een gele kaart. Ondanks het verlies bleef FC Twente op de eerste plaats in de competitie. |                                                                                          |                                                 | | |
| 8e speelronde | FC Twente                                                                                | 3 - 0 (1 - 0)                                   | AZ | Selectie FC Twente: |
| zo. 7 oktober 2012 Aanvangstijd: 16:30 uur Plaats: Enschede De Grolsch Veste Toeschouwers: 29.500 Scheidsrechter: Danny Makkelie | Nacer Chadli 20' Dušan Tadić (p.) 60' Luc Castaignos 62'                                 | 1 - 0 2 - 0 3 - 0                               | | BASISOPSTELLING: Michajlov - Rosales, Douglas, Bengtsson, Braafheid - Janssen, Brama , Schilder - Tadić, Castaignos, Chadli RESERVEBANK: Boschker, Boyata, Wisgerhof, Landzaat, Gutiérrez, Gyasi, Cabral WISSELS: 69′ Gutiérrez - Janssen 72′ Boyata - Rosales 83′ Cabral - Braafheid             |
| - Rosales (36') kreeg een gele kaart. In respectievelijk de 51e minuut en 52e minuut werden Adam Maher en Jozy Altidore van AZ door scheidsrechter Makkelie uit het veld gestuurd. Maher kreeg een directe rode kaart wegens natrappen richting Rosales, Altidore kreeg kort achter elkaar twee keer een gele kaart wegens protesteren. FC Twente stond na deze wedstrijd op een eerste plaats in de competitie, op drie punten gevolgd door PSV en Vitesse. |                                                                                          |                                                 | | |
| 9e speelronde | Roda JC Kerkrade                                                                         | 1 - 1 (0 - 0)                                   | FC Twente | Selectie FC Twente: |
| za. 20 oktober 2012 Aanvangstijd: 19:45 uur Plaats: Kerkrade Parkstad Limburg Stadion Toeschouwers: 13.212 Scheidsrechter: Ruud Bossen | Guus Hupperts 73'                                                                        | 0 - 1 1 - 1                                     | 68' Luc Castaignos | BASISOPSTELLING: Michajlov - Boyata, Douglas, Bengtsson, Braafheid - Brama , Janssen, Schilder - Tadić, Castaignos, Chadli RESERVEBANK: Boschker, Rosales, Wisgerhof, Landzaat, Gutiérrez, Gyasi, Cabral WISSELS: 60′ Gutiérrez - Janssen 75′ Rosales - Boyata                                    |
| 10e speelronde | RKC Waalwijk                                                                             | 0 - 1 (0 - 1)                                   | FC Twente | Selectie FC Twente: |
| zo. 28 oktober 2012 Aanvangstijd: 14:30 uur Plaats: Waalwijk Mandemakers Stadion Toeschouwers: 6.000 Scheidsrechter: Tom van Sichem |                                                                                          | 0 - 1                                           | 40' Dušan Tadić | BASISOPSTELLING: Michajlov - Rosales, Douglas, Bengtsson, Braafheid - Brama , Janssen, Schilder - Tadić, Castaignos, Chadli RESERVEBANK: Boschker, Cornelisse, Boyata, Landzaat, Gutiérrez, Gyasi, Cabral WISSELS: 65′ Boyata - Bengtsson 73′ Gutiérrez - Janssen 80′ Landzaat - Schilder         |
| - Janssen (12'), Rosales (21') en Chadli (51') kregen een gele kaart. |                                                                                          |                                                 | | |
| 11e speelronde | FC Twente                                                                                | 3 - 0 (2 - 0)                                   | Feyenoord | Selectie FC Twente: |
| zo. 4 november 2012 Aanvangstijd: 14:30 uur Plaats: Enschede De Grolsch Veste Toeschouwers: 30.000 Scheidsrechter: Pieter Vink | Nacer Chadli 9' Luc Castaignos 17' Dušan Tadić 78'                                       | 1 - 0 2 - 0 3 - 0                               | | BASISOPSTELLING: Michajlov - Rosales, Douglas, Bengtsson, Braafheid - Brama , Janssen, Schilder - Tadić, Castaignos, Chadli RESERVEBANK: Boschker, Breukers, Wisgerhof, Landzaat, Gutiérrez, Boelykin, Cabral WISSELS: 64′ Cabral - Chadli 77′ Boelykin - Castaignos 85′ Landzaat - Janssen       |
| - Castaignos (73') kreeg een gele kaart. |                                                                                          |                                                 | | |
| 12e speelronde | Vitesse                                                                                  | 0 - 0 (0 - 0)                                   | FC Twente | Selectie FC Twente: |
| zo. 11 november 2012 Aanvangstijd: 12:30 uur Plaats: Arnhem GelreDome Toeschouwers: 18.184 Scheidsrechter: Kevin Blom |                                                                                          |                                                 | | BASISOPSTELLING: Michajlov - Rosales, Douglas, Bengtsson, Braafheid - Brama , Janssen, Schilder - Cabral, Castaignos, Tadić RESERVEBANK: Boschker, Breukers, Wisgerhof, Landzaat, Gutiérrez, Boelykin, Gyasi WISSELS: 70′ Boelykin - Cabral 90′ Landzaat - Schilder                               |
| - Willem Janssen (17′) en Wout Brama (23′) kregen een gele kaart. |                                                                                          |                                                 | | |
| 13e speelronde | FC Utrecht                                                                               | 1 - 1 (1 - 1)                                   | FC Twente | Selectie FC Twente: |
| zo. 18 november 2012 Aanvangstijd: 14:30 uur Plaats: Utrecht Stadion Galgenwaard Toeschouwers: 20.119 Scheidsrechter: Danny Makkelie | Jacob Mulenga 17′                                                                        | 0 - 1 1 - 1                                     | 2′ Willem Janssen | BASISOPSTELLING: Boschker - Rosales, Douglas, Wisgerhof, Braafheid - Brama , Janssen, Schilder - Gyasi, Castaignos, Tadić RESERVEBANK: Fernandes, Breukers, Boyata, Pelupessy, Fer, Gutiérrez, Boelykin WISSELS: 64′ Boelykin - Gyasi 76′ Fer - Janssen                                           |
| - Peter Wisgerhof (19'), Edson Braafheid (26') en Roberto Rosales (36') kregen een gele kaart. |                                                                                          |                                                 | | |
| 14e speelronde | FC Twente                                                                                | 2 - 2 (0 - 0)                                   | PEC Zwolle | Selectie FC Twente: |
| zo. 25 november 2012 Aanvangstijd: 16:30 uur Plaats: Enschede De Grolsch Veste Toeschouwers: 29.500 Scheidsrechter: Richard Liesveld | Dušan Tadić (p.) 48′ Luc Castaignos 90′                                                  | 1 - 0 1 - 1 1 - 2 2 - 2                         | 55′ Denni Avdić 88′ Joey van den Berg                                                                                          | BASISOPSTELLING: Boschker - Breukers, Douglas, Bengtsson, Braafheid - Janssen, Brama , Fer - Gyasi, Castaignos, Tadić RESERVEBANK: Fernandes, Wisgerhof, Boyata, Schilder, Pelupessy, Hölscher, Boelykin WISSELS: 58′ Boelykin - Gyasi 58′ Hölscher - Janssen 70′ Schilder - Fer                  |
| - Edson Braafheid (85') kreeg een gele kaart. |                                                                                          |                                                 | | |
| 15e speelronde | FC Twente                                                                                | 2 - 0 (0 - 0)                                   | ADO Den Haag | Selectie FC Twente: |
| za. 1 december 2012 Aanvangstijd: 18:45 uur Plaats: Enschede De Grolsch Veste Toeschouwers: 29.300 Scheidsrechter: Jan Wegereef | Dušan Tadić 58' Dmitri Boelykin 83'                                                      | 1 - 0 2 - 0                                     | | BASISOPSTELLING: Boschker - Rosales, Douglas, Bengtsson, Schilder - Janssen, Brama , Fer - Tadić, Boelykin, Gyasi RESERVEBANK: Bednarek, Breukers, Wisgerhof, Braafheid, Pelupessy, Hölscher, Castaignos WISSELS: 67′ Castaignos - Bengtsson 79′ Wisgerhof - Janssen 85′ Hölscher - Boelykin      |
| - Willem Janssen (38') en Roberto Rosales (57') kregen een gele kaart. ADO-speler Tjaronn Chery kreeg in de 49e minuut een rode kaart na een overtreding op Robbert Schilder. |                                                                                          |                                                 | | |
| 16e speelronde | PSV                                                                                      | 3 - 0 (1 - 0)                                   | FC Twente | Selectie FC Twente: |
| zo. 9 december 2012 Aanvangstijd: 16:30 uur Plaats: Eindhoven Philips Stadion Toeschouwers: 33.000 Scheidsrechter: Pol van Boekel | Georginio Wijnaldum 38' Tim Matavž 80' Luciano Narsingh 82'                              | 1 - 0 2 - 0 3 - 0                               | | BASISOPSTELLING: Boschker - Rosales, Douglas, Bengtsson, Schilder - Janssen, Brama , Fer - Tadić, Boelykin, Chadli RESERVEBANK: Bednarek, Breukers, Wisgerhof, Braafheid, Pelupessy, Gyasi, Castaignos WISSELS: 54′ Braafheid - Schilder 67′ Gyasi - Janssen 81′ Castaignos - Brama               |
| - Douglas (9') en Dušan Tadić (69') kregen een gele kaart. |                                                                                          |                                                 | | |
| 17e speelronde | FC Twente                                                                                | 3 - 2 (1 - 1)                                   | Heracles Almelo | Selectie FC Twente: |
| vr. 14 december 2012 Aanvangstijd: 20:00 uur Plaats: Enschede De Grolsch Veste Toeschouwers: 29.800 Scheidsrechter: Eric Braamhaar | Nacer Chadli 26' Edwin Gyasi 62' Luc Castaignos 70'                                      | 0 - 1 1 - 1 2 - 1 2 - 2 3 - 2                   | 20' Marko Vejinović 64' Thomas Bruns                                                                                           | BASISOPSTELLING: Boschker - Rosales, Wisgerhof, Douglas, Schilder - Brama , Tadić, Fer - Gyasi, Boelykin, Chadli RESERVEBANK: Bednarek, Cornelisse, Boyata, Landzaat, Janssen, Pelupessy, Castaignos WISSELS: 58′ Castaignos - Boelykin 73′ Janssen - Fer 81′ Landzaat - Gyasi                    |
| - Leroy Fer (12') en Wout Brama (40') kregen een gele kaart. |                                                                                          |                                                 | | |
| 18e speelronde | AZ                                                                                       | 0 - 3 (0 - 0)                                   | FC Twente | Selectie FC Twente: |
| vr. 21 december 2012 Aanvangstijd: 20:00 uur Plaats: Alkmaar AFAS Stadion Toeschouwers: 16.556 Scheidsrechter: Richard Liesveld |                                                                                          | 0 - 1 0 - 2 0 - 3                               | 47' Nacer Chadli 75' Luc Castaignos 82' Nacer Chadli                                                                           | BASISOPSTELLING: Boschker - Rosales, Douglas, Bengtsson, Schilder - Brama , Tadić, Fer - Gyasi, Castaignos, Chadli RESERVEBANK: Bednarek, Wisgerhof, Boyata, Landzaat, Janssen, Cabral, Boelykin WISSELS: 62′ Janssen - Gyasi 84′ Boelykin - Chadli 90′ Landzaat - Fer                            |
| - Dušan Tadić (86') kreeg een gele kaart. |                                                                                          |                                                 | | |
| 19e speelronde | FC Twente                                                                                | 0 - 0 (0 - 0)                                   | RKC Waalwijk | Selectie FC Twente: |
| za. 19 januari 2013 Aanvangstijd: 19:45 uur Plaats: Enschede De Grolsch Veste Toeschouwers: 29.300 Scheidsrechter: Ruud Bossen |                                                                                          |                                                 | | BASISOPSTELLING: Michajlov - Rosales, Wisgerhof, Douglas, Schilder - Brama , Tadić, Fer - Gyasi, Castaignos, Chadli RESERVEBANK: Boschker, Braafheid, Pelupessy, Janssen, Hölscher, Cabral, Boelykin WISSELS: 46′ Cabral - Gyasi 78′ Boelykin - Castaignos 88′ Braafheid - Schilder               |
| |                                                                                          |                                                 | | |
| 20e speelronde | Feyenoord                                                                                | 0 - 0 (0 - 0)                                   | FC Twente | Selectie FC Twente: |
| zo. 27 januari 2013 Aanvangstijd: 14:30 uur Plaats: Rotterdam Stadion Feijenoord Toeschouwers: 47.500 Scheidsrechter: Pieter Vink |                                                                                          |                                                 | | BASISOPSTELLING: Michajlov - Rosales, Douglas, Bengtsson, Schilder - Brama , Tadić, Fer - Janssen, Castaignos, Chadli RESERVEBANK: Boschker, Wisgerhof, Braafheid, Pelupessy, Gutiérrez, Cabral, Boelykin WISSELS: 66′ Gutiérrez - Janssen 90′ Boelykin - Castaignos                              |
| - Rosales (31'), Douglas (44'), Fer (75') en Schilder (90') kregen een gele kaart. |                                                                                          |                                                 | | |
| 21e speelronde | FC Twente                                                                                | 2 - 4 (0 - 2)                                   | FC Utrecht | Selectie FC Twente: |
| zo. 3 februari 2013 Aanvangstijd: 14:30 uur Plaats: Enschede De Grolsch Veste Toeschouwers: 29.500 Scheidsrechter: Kevin Blom | Dušan Tadić 56' Dušan Tadić (p.) 73'                                                     | 0 - 1 0 - 2 1 - 2 1 - 3 2 - 3 2 - 4             | 32' Jens Toornstra 45' Jacob Mulenga (p.) 66' Dave Bulthuis 74' Mike van der Hoorn                                             | BASISOPSTELLING: Michajlov - Breukers, Douglas, Bengtsson, Schilder - Brama , Tadić, Fer - Gutiérrez, Boelykin, Castaignos RESERVEBANK: Boschker, Wisgerhof, Braafheid, Pelupessy, Janssen, Cabral, Gyasi WISSELS: 46′ Braafheid - Gutiérrez 46′ Janssen - Boelykin                               |
| - Rasmus Bengtsson kreeg in de 44e minuut een rode kaart en een strafschop tegen na een overtreding op Cedric van der Gun. Brama (68') kreeg een gele kaart. |                                                                                          |                                                 | | |
| 22e speelronde | PEC Zwolle                                                                               | 1 - 1 (0 - 1)                                   | FC Twente | Selectie FC Twente: |
| zo. 10 februari 2013 Aanvangstijd: 16:30 uur Plaats: Zwolle IJsseldeltastadion Toeschouwers: 11.041 Scheidsrechter: Tom van Sichem | Denni Avdić (p.) 81'                                                                     | 0 - 1 1 - 1                                     | 11' Dušan Tadić | BASISOPSTELLING: Michajlov - Rosales, Douglas, Braafheid, Schilder - Janssen, Gutiérrez, Fer - Gyasi, Castaignos, Tadić RESERVEBANK: Bednarek, Breukers, Wisgerhof, Pelupessy, Boelykin, Zschusschen, Cabral WISSELS: 63′ Wisgerhof - Gutiérrez 88′ Cabral - Janssen                              |
| - Janssen (80') en Michajlov (81') kregen een gele kaart. |                                                                                          |                                                 | | |
| 23e speelronde | FC Twente                                                                                | 1 - 1 (1 - 0)                                   | Willem II | Selectie FC Twente: |
| za. 16 februari 2013 Aanvangstijd: 18:45 uur Plaats: Enschede De Grolsch Veste Toeschouwers: 29.500 Scheidsrechter: Serdar Gözübüyük | Douglas 43'                                                                              | 1 - 0 1 - 1                                     | 90' Ricardo Ippel | BASISOPSTELLING: Michajlov - Rosales, Douglas, Bengtsson, Braafheid - Brama , Fer, Schilder - Gutiérrez, Castaignos, Tadić RESERVEBANK: Bednarek, Breukers, Wisgerhof, Hölscher, Boelykin, Cabral, Zschusschen WISSELS: 80′ Cabral - Schilder                                                     |
| - Robbert Schilder (34') en Wout Brama (80') kregen een gele kaart. |                                                                                          |                                                 | | |
| 24e speelronde | sc Heerenveen                                                                            | 2 - 1 (1 - 0)                                   | FC Twente | Selectie FC Twente: |
| za. 23 februari 2013 Aanvangstijd: 20:45 uur Plaats: Heerenveen Abe Lenstra Stadion Toeschouwers: 24.885 Scheidsrechter: Danny Makkelie | Rajiv van La Parra 15' Alfreð Finnbogason 79'                                            | 1 - 0 1 - 1 2 - 1                               | 54' Dmitri Boelykin | BASISOPSTELLING: Michajlov - Rosales, Douglas, Bengtsson, Braafheid - Janssen, Pelupessy, Fer - Gutiérrez, Castaignos, Tadić RESERVEBANK: Bednarek, Breukers, Wisgerhof, Bjelland, Hölscher, Boelykin, Zschusschen WISSELS: 46′ Hölscher - Pelupessy 46′ Boelykin - Castaignos                    |
| - Braafheid kreeg een rode kaart na twee keer een gele kaart (30', 87'). Hölscher (52') kreeg een gele kaart. |                                                                                          |                                                 | | |
| 25e speelronde | FC Twente                                                                                | 0 - 2 (0 - 2)                                   | AFC Ajax | Selectie FC Twente: |
| za. 2 maart 2013 Aanvangstijd: 20:45 uur Plaats: Enschede De Grolsch Veste Toeschouwers: 30.000 Scheidsrechter: Richard Liesveld |                                                                                          | 0 - 1 0 - 2                                     | 4' Niklas Moisander 35' Toby Alderweireld                                                                                      | BASISOPSTELLING: Michajlov - Rosales, Douglas, Bengtsson, Schilder - Janssen, Tadić, Fer - Gutiérrez, Boelykin, Hölscher RESERVEBANK: Plattel, Breukers, Wisgerhof, Pelupessy, Gyasi, Castaignos, Zschusschen WISSELS: 46′ Castaignos - Gutiérrez 83′ Gyasi - Hölscher                            |
| |                                                                                          |                                                 | | |
| 26e speelronde | FC Twente                                                                                | 0 - 1 (0 - 0)                                   | Vitesse | Selectie FC Twente: |
| zo. 10 maart 2013 Aanvangstijd: 16:30 uur Plaats: Enschede De Grolsch Veste Toeschouwers: 29.700 Scheidsrechter: Ruud Bossen |                                                                                          | 0 - 1                                           | 63' Wilfried Bony | BASISOPSTELLING: Michajlov - Breukers, Bengtsson, Braafheid, Schilder - Brama , Janssen, Fer - Hölscher, Boelykin, Tadić RESERVEBANK: Plattel, Wisgerhof, Pelupessy, Gutiérrez, Castaignos, Zschusschen, Cabral WISSELS: 73′ Wisgerhof - Bengtsson 82′ Castaignos - Janssen 90′ Zschusschen - Fer |
| - Brama (89') kreeg een gele kaart. |                                                                                          |                                                 | | |
| 27e speelronde | FC Groningen                                                                             | 0 - 3 (0 - 1)                                   | FC Twente | Selectie FC Twente: |
| zo. 17 maart 2013 Aanvangstijd: 16:30 uur Plaats: Groningen Euroborg Toeschouwers: 21.330 Scheidsrechter: Kevin Blom |                                                                                          | 0 - 1 0 - 2 0 - 3                               | 45' Leroy Fer 80' Dušan Tadić (p.) 87' Luc Castaignos                                                                          | BASISOPSTELLING: Michajlov - Breukers, Douglas, Braafheid, Schilder - Fer , Pelupessy, Janssen - Hölscher, Boelykin, Tadić RESERVEBANK: Plattel, Wisgerhof, Bjelland, Gutiérrez, Castaignos, Chadli, Cabral WISSELS: 63′ Castaignos - Boelykin 71′ Chadli - Pelupessy 88′ Cabral - Tadić          |
| - Breukers (81') kreeg een gele kaart. Keeper Marco Bizot van FC Groningen kreeg in de 78e minuut een rode kaart en een strafschop tegen na een overtreding op Castaignos. Door de overwinning steeg Twente van een 6e naar een 5e plaats op de ranglijst, op 10 punten achterstand van koploper Ajax. |                                                                                          |                                                 | | |
| 28e speelronde | FC Twente                                                                                | 1 - 1 (0 - 0)                                   | NAC Breda | Selectie FC Twente: |
| za. 30 maart 2013 Aanvangstijd: 18:45 uur Plaats: Enschede De Grolsch Veste Toeschouwers: 29.250 Scheidsrechter: Ed Janssen | Wout Brama 83'                                                                           | 0 - 1 1 - 1                                     | 50' Kenny van der Weg | BASISOPSTELLING: Michajlov - Breukers, Douglas, Braafheid, Schilder - Brama , Chadli, Fer - Hölscher, Boelykin, Tadić RESERVEBANK: Plattel, Wisgerhof, Gutiérrez, Pelupessy, Janssen, Castaignos, Cabral WISSELS: 46′ Castaignos - Boelykin 67′ Gutiérrez - Hölscher 84′ Cabral - Chadli          |
| - Tadić (54') kreeg een gele kaart. |                                                                                          |                                                 | | |
| 29e speelronde | FC Twente                                                                                | 2 - 0 (1 - 0)                                   | Roda JC Kerkrade | Selectie FC Twente: |
| za. 6 april 2013 Aanvangstijd: 19:45 uur Plaats: Enschede De Grolsch Veste Toeschouwers: 29.200 Scheidsrechter: Dennis Higler | Luc Castaignos 44' Nacer Chadli 56'                                                      | 1 - 0 2 - 0                                     | | BASISOPSTELLING: Michajlov - Breukers, Douglas, Braafheid, Schilder - Brama , Fer, Gutiérrez - Hölscher, Castaignos, Chadli RESERVEBANK: Plattel, Bengtsson, Bjelland, Janssen, Boelykin, Zschusschen, Cabral WISSELS: 73′ Janssen - Chadli 81′ Cabral - Castaignos 90′ Zschusschen - Fer         |
| |                                                                                          |                                                 | | |
| 30e speelronde | ADO Den Haag                                                                             | 1 - 3 (1 - 1)                                   | FC Twente | Selectie FC Twente: |
| za. 13 april 2013 Aanvangstijd: 20:45 uur Plaats: Den Haag Kyocera Stadion Toeschouwers: 10.330 Scheidsrechter: Pol van Boekel | Mike van Duinen 41'                                                                      | 0 - 1 1 - 1 1 - 2 1 - 3                         | 24' Douglas 81' Dmitri Boelykin 83' Dmitri Boelykin                                                                            | BASISOPSTELLING: Michajlov - Breukers, Douglas, Braafheid, Schilder - Brama , Fer, Gutiérrez - Tadić, Chadli, Castaignos RESERVEBANK: Plattel, Rosales, Bengtsson, Wisgerhof, Janssen, Boelykin, Hölscher WISSELS: 74′ Rosales - Breukers 74′ Boelykin - Fer 86′ Janssen - Brama                  |
| - Douglas (41') en Rosales (90') kregen een gele kaart. Den Haag-aanvoerder Danny Holla kreeg in de 60e minuut een tweede gele kaart en daarmee rood. |                                                                                          |                                                 | | |
| 31e speelronde | VVV-Venlo                                                                                | 2 - 2 (2 - 0)                                   | FC Twente | Selectie FC Twente: |
| zo. 21 april 2013 Aanvangstijd: 12:30 uur Plaats: Venlo Seacon Stadion - De Koel - Toeschouwers: 5.500 Scheidsrechter: Pieter Vink | Nils Röseler 18' Uche Nwofor 23'                                                         | 1 - 0 2 - 0 2 - 1 2 - 2                         | 58' Rasmus Bengtsson 59' Luc Castaignos                                                                                        | BASISOPSTELLING: Michajlov - Breukers, Douglas, Bengtsson, Braafheid - Janssen, Fer , Gutiérrez - Tadić, Chadli, Castaignos RESERVEBANK: Plattel, Rosales, Bjelland, Wisgerhof, Zschusschen, Boelykin, Hölscher WISSELS: 46′ Hölscher - Janssen 82′ Rosales - Breukers 85′ Boelykin - Chadli      |
| - Janssen (33') kreeg een gele kaart. FC Twente-huurling Nils Röseler scoorde de 1-0 voor VVV. |                                                                                          |                                                 | | |
| 32e speelronde | FC Twente                                                                                | 5 - 2 (2 - 0)                                   | N.E.C. | Selectie FC Twente: |
| zo. 28 april 2013 Aanvangstijd: 12:30 uur Plaats: Enschede De Grolsch Veste Toeschouwers: 29.200 Scheidsrechter: Jan Wegereef | Douglas 3' Luc Castaignos 22' Nacer Chadli 47' Rasmus Bengtsson 59' Felipe Gutiérrez 90' | 1 - 0 2 - 0 3 - 0 3 - 1 4 - 1 4 - 2 5 - 2       | 50' Nick van der Velden 90' Erik Falkenburg                                                                                    | BASISOPSTELLING: Michajlov - Breukers, Douglas, Bengtsson, Braafheid - Fer , Hölscher, Gutiérrez - Tadić, Chadli, Castaignos RESERVEBANK: Plattel, Rosales, Bjelland, Janssen, Eghan, Zschusschen, Boelykin WISSELS: 74′ Eghan - Hölscher 77′ Bjelland - Bengtsson 85′ Rosales - Braafheid        |
| - De 18-jarige Ghanees Shadrach Eghan maakte met een invalbeurt zijn debuut voor FC Twente. Andreas Bjelland maakte na een langdurige blessure zijn rentree. |                                                                                          |                                                 | | |
| 33e speelronde | Heracles Almelo                                                                          | 1 - 1 (1 - 1)                                   | FC Twente | Selectie FC Twente: |
| zo. 5 mei 2013 Aanvangstijd: 12:30 uur Plaats: Almelo Polman Stadion Toeschouwers: 8.500 Scheidsrechter: Tom van Sichem | Thomas Bruns 7'                                                                          | 1 - 0 1 - 1                                     | 27' Leroy Fer | BASISOPSTELLING: Plattel - Breukers, Douglas, Bengtsson, Braafheid - Fer , Janssen, Gutiérrez - Hölscher, Chadli, Castaignos RESERVEBANK: Fernandes, Rosales, Bjelland, Pelupessy, Eghan, Tadić, Zschusschen WISSELS: 62′ Tadic - Fer 73′ Bjelland - Douglas 74′ Pelupessy - Janssen              |
| - De 19-jarige doelverdediger Timo Plattel maakte zijn debuut voor FC Twente. Leroy Fer (18') kreeg een gele kaart. Na het uitvallen van Fer (62') nam Douglas de aanvoerdersband over. Na het uitvallen van Douglas (73') nam Braafheid de aanvoerdersband over. |                                                                                          |                                                 | | |
| 34e speelronde | FC Twente                                                                                | 3 - 1 (2 - 1)                                   | PSV | Selectie FC Twente: |
| zo. 12 mei 2013 Aanvangstijd: 14:30 uur Plaats: Enschede De Grolsch Veste Toeschouwers: 29.350 Scheidsrechter: Danny Makkelie | Luc Castaignos 3' Nacer Chadli 27' Willem Janssen 54'                                    | 1 - 0 2 - 0 2 - 1 3 - 1                         | 40' Dries Mertens (p.) | BASISOPSTELLING: Boschker - Rosales, Bengtsson, Bjelland, Braafheid - Fer , Janssen, Gutiérrez - Tadić, Chadli, Castaignos RESERVEBANK: Plattel, Breukers, Douglas, Pelupessy, Eghan, Hölscher, Zschusschen WISSELS: 73′ Hölscher - Janssen 80′ Zschusschen - Chadli 89′ Eghan - Gutiérrez        |
| - Mark van Bommel van PSV kreeg twee keer een gele kaart (56', 71') en werd in zijn laatste wedstrijd in het betaald voetbal uit het veld gestuurd. FC Twente beëindigde de competitie met een zesde plaats en kwalificeerde zich daardoor voor de play-offswedstrijden. |                                                                                          |                                                 | | |
| |                                                                                          |                                                 | | |

### Play-offs
| 1e ronde | FC Groningen                                              | 0 - 1 (0 - 1)                 | FC Twente                                | Selectie FC Twente: |
| do. 16 mei 2013 Aanvangstijd: 18:45 uur Plaats: Groningen Euroborg Toeschouwers: 11.178 Scheidsrechter: Pieter Vink |                                                           | 0 - 1                         | 22' Felipe Gutiérrez                     | BASISOPSTELLING: Boschker - Rosales, Bengtsson, Bjelland, Braafheid - Fer , Janssen, Gutiérrez - Tadić, Chadli, Castaignos RESERVEBANK: Plattel, Breukers, Douglas, Schilder, Pelupessy, Hölscher, Zschusschen WISSELS: 81′ Zschusschen - Castaignos 81′ Hölscher - Chadli                    |
| - Bjelland (33'), Fer (54') en Braafheid (70') kregen een gele kaart. |                                                           |                               |                                          | |
| 1e ronde | FC Twente                                                 | 3 - 2 (1 - 2)                 | FC Groningen                             | Selectie FC Twente: |
| zo. 19 mei 2013 Aanvangstijd: 12:30 Plaats: Enschede De Grolsch Veste Toeschouwers: 22.500 Scheidsrechter: Richard Liesveld | Edson Braafheid 12' Felipe Gutiérrez 83' Nacer Chadli 90' | 1 - 0 1 - 1 1 - 2 2 - 2 3 - 2 | 23' Edson Braafheid (ed) 26' Andraž Kirm | BASISOPSTELLING: Boschker - Rosales, Bengtsson, Bjelland, Braafheid - Fer , Janssen, Gutiérrez - Tadić, Castaignos, Hölscher RESERVEBANK: Plattel, Breukers, Wisgerhof, Pelupessy, Eghan, Chadli, Zschusschen WISSELS: 62′ Chadli - Hölscher 82′ Zschusschen - Janssen 87′ Breukers - Rosales |
| - Door de twee overwinningen tegen FC Groningen komt FC Twente uit in de finale van de play-offs. |                                                           |                               |                                          | |
| 2e ronde | FC Twente                                                 | 0 - 2 (0 - 1)                 | FC Utrecht                               | Selectie FC Twente: |
| do. 23 mei 2013 Aanvangstijd: 20:45 Plaats: Enschede De Grolsch Veste Toeschouwers: 20.500 Scheidsrechter: Reinold Wiedemeijer |                                                           | 0 - 1 0 - 2                   | 9' Cedric van der Gun 59' Edouard Duplan | BASISOPSTELLING: Boschker - Breukers, Bengtsson, Bjelland, Braafheid - Fer , Janssen, Gutiérrez - Tadić, Castaignos, Chadli RESERVEBANK: Plattel, Douglas, Wisgerhof, Pelupessy, Gyasi, Hölscher, Zschusschen WISSELS: 66′ Hölscher - Janssen 75′ Zschusschen - Breukers 90′ Gyasi - Chadli   |
| - Edson Braafheid (63') kreeg een gele kaart en is geschorst voor de return. Nana Asare van FC Utrecht kreeg in blessuretijd zijn tweede gele kaart en daarmee rood. |                                                           |                               |                                          | |
| 2e ronde | FC Utrecht                                                | 1 - 2 (0 - 2)                 | FC Twente                                | Selectie FC Twente: |
| zo. 26 mei 2013 Aanvangstijd: 12:30 uur Plaats: Utrecht Stadion Galgenwaard Toeschouwers: 23.397 Scheidsrechter: Danny Makkelie | Edouard Duplan 46'                                        | 0 - 1 0 - 2 1 - 2             | 34' Dušan Tadić 36' Nacer Chadli         | BASISOPSTELLING: Boschker - Breukers, Wisgerhof, Bengtsson, Bjelland - Janssen, Fer , Gutiérrez - Tadić, Castaignos, Chadli RESERVEBANK: Plattel, Bijen, Pelupessy, Eghan, Gyasi, Hölscher, Zschusschen WISSELS: 84′ Hölscher - Breukers                                                      |
| - Fer (5') en Hölscher (90') kregen een gele kaart. Door het verlies over twee wedstrijden tegen FC Utrecht eindigde FC Twente op een zesde plaats in de eindrangschikking van de competitie. Voor het seizoen 2013/14 speelt het hierdoor voor het eerst in acht jaar geen Europees voetbal. |                                                           |                               |                                          | |
| |                                                           |                               |                                          | |

### KNVB beker
| 2e ronde | RVVH                   | 0 - 1 (0 - 0)     | FC Twente                        | Selectie FC Twente: |
| wo. 26 september 2012 Aanvangstijd: 17:00 uur Plaats: Ridderkerk Sportpark Ridderkerk Toeschouwers: 2.500 Scheidsrechter: Edwin van de Graaf |                        | 0 - 1             | 90' Luc Castaignos               | BASISOPSTELLING: Boschker - Breukers, Boyata, Bengtsson, Kuiper - Landzaat, Gutiérrez, Pelupessy - Cabral, Born, Gyasi RESERVEBANK: Fernandes, Douglas, Braafheid, Bleker, Brama, Chadli, Castaignos WISSELS: 62' Castaignos - Born 62' Chadli - Pelupessy                          |
| - Door een doelpunt in blessuretijd tegen RVVH (Zaterdag Hoofdklasse B) bekerde FC Twente door naar de derde ronde. Born (49') en Bengtsson (55') kregen een gele kaart.                                                                                          |                        |                   |                                  | |
| 3e ronde | FC Twente              | 1 - 2 (1 - 1)     | FC Den Bosch                     | Selectie FC Twente: |
| do. 1 november 2012 Aanvangstijd: 18:45 uur Plaats: Enschede De Grolsch Veste Toeschouwers: 21.000 Scheidsrechter: Reinold Wiedemeijer | Denny Landzaat (p) 16' | 1 - 0 1 - 1 1 - 2 | 38' Joey Brock 62' Tom van Weert | BASISOPSTELLING: Boschker - Cornelisse, Wisgerhof , Boyata, Kuiper - Landzaat, Gutiérrez, Pelupessy - Gyasi, Castaignos, Cabral RESERVEBANK: Fernandes, Breukers, Douglas, Schilder, Tadić, Boelykin, Chadli WISSELS: 34' Douglas - Cabral 58' Chadli - Gutiérrez 63' Tadić - Gyasi |
| - FC Twente was door dit resultaat tegen eerstedivisionist FC Den Bosch uitgeschakeld. Dedryck Boyata kreeg in de 23e minuut een rode kaart. Castaignos werd na twee gele kaarten (66', 89') eveneens het veld uitgestuurd. Wisgerhof (31') kreeg een gele kaart. |                        |                   |                                  | |
| |                        |                   |                                  | |

### Europa League
| 1e voorronde | FC Twente                                                                                                 | 6 - 0 (2 - 0)                               | UE Santa Coloma                                                             | Selectie FC Twente: |
| do. 5 juli 2012 Aanvangstijd: 19:45 uur Plaats: Enschede FC Twente Stadion Toeschouwers: 18.000 Scheidsrechter: Enea Jorgji (ALB) | Robbert Schilder 28' Robbert Schilder 29' Dušan Tadić 64' Joshua John 71' Glynor Plet 77' Glynor Plet 79' | 1 - 0 2 - 0 3 - 0 4 - 0 5 - 0 6 - 0         |                                                                             | BASISOPSTELLING: Boschker - Breukers, Wisgerhof , Röseler, Kuiper - Brama, Janssen, Schilder - Verhoek, Plet, John RESERVEBANK: Fernandes, Bengtsson, Gortemaker, Fer, Promes, Chadli, Tadić WISSELS: 46' Tadić - Verhoek 46' Chadli - Janssen 64' Fer - Kuiper                                |
| 1e voorronde | UE Santa Coloma                                                                                           | 0 - 3 (0 - 3)                               | FC Twente                                                                   | Selectie FC Twente: |
| do. 12 juli 2012 Aanvangstijd: 19:30 Plaats: Andorra la Vella Estadi Comunal Toeschouwers: 500 Scheidsrechter: Chris Reisch (LUX) | | 0 - 1 0 - 2 0 - 3                           | 19' Willem Janssen (p.) 29' Peter Wisgerhof 34' Glynor Plet                 | BASISOPSTELLING: Boschker - Breukers, Wisgerhof , Röseler, Kuiper - Brama, Promes, Janssen - Verhoek, Plet, John RESERVEBANK: Fernandes, Gortemaker, Hölscher, Born WISSELS: 46' Born - Plet 62' Hölscher - Brama 71' Gortemaker - Wisgerhof                                                   |
| - Tim Breukers kreeg in de 82e minuut een gele kaart. Born, Hölscher en Gortemaker debuteerden voor FC Twente. | |                                             |                                                                             | |
| 2e voorronde | FC Twente                                                                                                 | 1 - 1 (0 - 1)                               | FC Inter Turku                                                              | Selectie FC Twente: |
| do. 19 juli 2012 Aanvangstijd: 19:45 uur Plaats: Enschede FC Twente Stadion Toeschouwers: 20.000 Scheidsrechter: Cyril Zimmermann (SUI)                                                                                                  | Dušan Tadić 66'                                                                                           | 0 - 1 1 - 1                                 | 38' Pim Bouwman                                                             | BASISOPSTELLING: Michajlov - Bengtsson, Wisgerhof , Douglas, Rosales - Fer, Tadić, Schilder - Gyasi, Plet, Chadli RESERVEBANK: Boschker, Röseler, Kuiper, Brama, Janssen, Verhoek, John WISSELS: 46' Brama - Bengtsson 62' Janssen - Gyasi                                                     |
| 2e voorronde | FC Inter Turku                                                                                            | 0 - 5 (0 - 3)                               | FC Twente                                                                   | Selectie FC Twente: |
| do. 26 juli 2012 Aanvangstijd: 18:00 Plaats: Turku Veritas Stadion Toeschouwers: 9.000 Scheidsrechter: Ivan Bebek (CRO) | | 0 - 1 0 - 2 0 - 3 0 - 4 0 - 5               | 4' Leroy Fer 7' Glynor Plet 37' Leroy Fer 77' Nacer Chadli 89' Nacer Chadli | BASISOPSTELLING: Michajlov - Rosales, Wisgerhof , Douglas, Schilder - Brama, Janssen, Fer - Chadli, Plet, Tadić RESERVEBANK: Bednarek, Cornelisse, Breukers, Röseler, Bjelland, Verhoek, John WISSELS: 71' Breukers - Schilder 76' Verhoek - Plet 78' Bjelland - Wisgerhof                     |
| - Andreas Bjelland debuteerde voor FC Twente. Door het resultaat bekerde FC Twente een ronde verder. | |                                             |                                                                             | |
| 3e voorronde | FC Twente                                                                                                 | 2 - 0 (0 - 0)                               | FK Mladá Boleslav                                                           | Selectie FC Twente: |
| do. 2 augustus 2012 Aanvangstijd: 19:45 uur Plaats: Enschede FC Twente Stadion Toeschouwers: 18.500 Scheidsrechter: Kristo Tohver (EST)                                                                                                  | Leroy Fer 52' Nacer Chadli 58'                                                                            | 1 - 0 2 - 0                                 |                                                                             | BASISOPSTELLING: Michajlov - Rosales, Douglas, Bjelland, Schilder - Brama , Janssen, Fer - Tadić, Plet, Chadli RESERVEBANK: Fernandes, Breukers, Wisgerhof, Röseler, Verhoek, Gutiérrez, Boelykin WISSELS: 46' Boelykin - Plet 72' Gutiérrez - Janssen                                         |
| - Dmitri Boelykin en Felipe Gutiérrez debuteerden voor FC Twente. Nacer Chadli (88') kreeg een gele kaart. | |                                             |                                                                             | |
| 3e voorronde | FK Mladá Boleslav                                                                                         | 0 - 2 (0 - 2)                               | FC Twente                                                                   | Selectie FC Twente: |
| do. 9 augustus 2012 Aanvangstijd: 19:00 Plaats: Mladá Boleslav Městský stadion Toeschouwers: 3.077 Scheidsrechter: Maksim Lajoeskin (RUS)                                                                                                | | 0 - 1 0 - 2                                 | 9' Nacer Chadli 31' Leroy Fer                                               | BASISOPSTELLING: Fernandes - Rosales, Douglas, Bjelland, Schilder - Brama , Janssen, Fer - Tadić, Boelykin, Chadli RESERVEBANK: Bednarek, Cornelisse, Wisgerhof, Bengtsson, Verhoek, Gutiérrez, Plet WISSELS: 60' Gutiérrez - Tadić 64' Verhoek - Boelykin 64' Wisgerhof - Schilder            |
| - Schilder (57') kreeg een gele kaart. FC Twente bekert door naar de play-offronde. | |                                             |                                                                             | |
| play-off | Bursaspor                                                                                                 | 3 - 1 (1 - 1)                               | FC Twente                                                                   | Selectie FC Twente: |
| do. 23 augustus 2012 Aanvangstijd: 19:30 Plaats: Bursa Bursa Atatürk Stadion Toeschouwers: 25.000 Scheidsrechter: David Fernández (ESP)                                                                                                  | Pablo Batalla 40' Stanislav Šesták 53' Pablo Batalla 82'                                                  | 0 - 1 1 - 1 2 - 1 3 - 1                     | 31' Nacer Chadli                                                            | BASISOPSTELLING: Michajlov - Rosales, Douglas, Bjelland, Schilder - Brama , Janssen, Fer - Tadić, Castaignos, Chadli RESERVEBANK: Fernandes, Breukers, Wisgerhof, Bengtsson, Verhoek, Gutiérrez, Boelykin WISSELS: 62' Gutiérrez - Brama 72' Verhoek - Castaignos 80' Bulykin - Chadli         |
| - Fer (44') en Verhoek (90') kregen een gele kaart. | |                                             |                                                                             | |
| play-off | FC Twente                                                                                                 | 4 - 1 (3 - 1, 1 - 1)                        | Bursaspor                                                                   | Selectie FC Twente: |
| do. 30 augustus 2012 Aanvangstijd: 21:00 Plaats: Enschede FC Twente Stadion Toeschouwers: 22.000 Scheidsrechter: Nicola Rizzoli (ITA) | Leroy Fer (p.) 26' Robbert Schilder 61' Felipe Gutiérrez 62' Leroy Fer 116'                               | na verlenging 1 - 0 1 - 1 2 - 1 3 - 1 4 - 1 | 45' Sebastián Pinto                                                         | BASISOPSTELLING: Michajlov - Rosales, Wisgerhof , Douglas, Schilder - Brama, Janssen, Fer - Tadić, Boelykin, Castaignos RESERVEBANK: Boschker, Breukers, Bengtsson, Landzaat, Verhoek, Gutiérrez, Plet WISSELS: 59' Verhoek - Boelykin 60' Gutiérrez - Janssen 119' Landzaat - Castaignos      |
| - Twente bekert door naar de groepsfase van de Europa League. Brama (20'), Fer (54') en Castaignos (88') kregen een gele kaart. Michaël Chrétien Basser van Bursaspor kreeg in de 89e minuut een rode kaart na twee keer een gele kaart. | |                                             |                                                                             | |
| groepsfase | FC Twente                                                                                                 | 2 - 2 (1 - 0)                               | Hannover 96                                                                 | Selectie FC Twente: |
| do. 20 september 2012 Aanvangstijd: 21:05 Plaats: Enschede FC Twente Stadion Toeschouwers: 22.500 Scheidsrechter: Mike Dean (ENG) | Willem Janssen 7' Nacer Chadli 54'                                                                        | 1 - 0 2 - 0 2 - 1 2 - 2                     | 67' Artur Sobiech 73' Peter Wisgerhof (ed)                                  | BASISOPSTELLING: Michajlov - Rosales, Wisgerhof , Douglas, Braafheid - Brama, Janssen, Schilder - Tadić, Castaignos, Chadli RESERVEBANK: Boschker, Boyata, Bengtsson, Landzaat, Gutiérrez, Cabral, Born WISSELS: 46' Landzaat - Schilder 50' Boyata - Braafheid 77' Gutiérrez - Chadli         |
| - Landzaat (84') kreeg een gele kaart. | |                                             |                                                                             | |
| groepsfase | Helsingborgs IF                                                                                           | 2 - 2 (2 - 0)                               | FC Twente                                                                   | Selectie FC Twente: |
| do. 4 oktober 2012 Aanvangstijd: 19:00 Plaats: Helsingborg Olympia Toeschouwers: 5.578 Scheidsrechter: Bobby Madden (SCO) | Nikola Đurđić 7′ Nikola Đurđić 43′                                                                        | 1 - 0 2 - 0 2 - 1 2 - 2                     | 74′ Rasmus Bengtsson 88′ Douglas                                            | BASISOPSTELLING: Michajlov - Rosales, Boyata, Douglas, Braafheid - Brama , Gutiérrez, Schilder - Tadić, Castaignos, Chadli RESERVEBANK: Boschker, Cornelisse, Wisgerhof, Bengtsson, Landzaat, Janssen, Cabral WISSELS: 62' Bengtsson - Rosales 62' Cabral - Gutiérrez 84' Landzaat - Braafheid |
| - Rosales (61') kreeg een gele kaart. | |                                             |                                                                             | |
| groepsfase | Levante UD                                                                                                | 3 - 0 (0 - 0)                               | FC Twente                                                                   | Selectie FC Twente: |
| do. 25 oktober 2012 Aanvangstijd: 19:00 Plaats: Valencia Estadi Ciutat de València Toeschouwers: 8.565 Scheidsrechter: Vladislav Bezborodov (RUS)                                                                                        | Míchel (p.) 59′ Pedro Ríos 78′ Pedro Ríos 88′                                                             | 1 - 0 2 - 0 3 - 0                           |                                                                             | BASISOPSTELLING: Michajlov - Rosales, Douglas, Bengtsson, Braafheid - Brama , Gutiérrez, Landzaat - Tadić, Castaignos, Chadli RESERVEBANK: Boschker, Breukers, Wisgerhof, Boyata, Schilder, Janssen, Cabral WISSELS: 62' Schilder - Braafheid 62' Cabral - Gutiérrez 69' Janssen - Landzaat    |
| - Douglas (44'), Schilder (68') en Bengtsson (90') kregen een gele kaart. | |                                             |                                                                             | |
| groepsfase | FC Twente                                                                                                 | 0 - 0 (0 - 0)                               | Levante UD                                                                  | Selectie FC Twente: |
| do. 8 november 2012 Aanvangstijd: 21:05 Plaats: Enschede FC Twente Stadion Toeschouwers: 21.000 Scheidsrechter: Tony Chapron (FRA) | |                                             |                                                                             | BASISOPSTELLING: Michajlov - Rosales, Douglas, Bengtsson, Braafheid - Janssen, Brama , Schilder - Cabral, Castaignos, Tadić RESERVEBANK: Boschker, Breukers, Wisgerhof, Pelupessy, Landzaat, Gutiérrez, Boelykin WISSELS: 62' Boelykin - Schilder 76' Gutiérrez - Cabral                       |
| - Tadic (90') kreeg een gele kaart. | |                                             |                                                                             | |
| groepsfase | Hannover 96                                                                                               | 0 - 0 (0 - 0)                               | FC Twente                                                                   | Selectie FC Twente: |
| do. 22 november 2012 Aanvangstijd: 19:00 Plaats: Hannover AWD-Arena Toeschouwers: 35.800 Scheidsrechter: Aleksei Koelbakov (W-RU) | |                                             |                                                                             | BASISOPSTELLING: Boschker - Rosales, Douglas, Bengtsson, Braafheid - Janssen, Brama , Pelupessy - Gutiérrez, Boelykin, Tadić RESERVEBANK: Fernandes, Breukers, Wisgerhof, Boyata, Fer, Born, Castaignos WISSELS: 63' Fer - Pelupessy 71' Castaignos - Boelykin 77' Breukers - Rosales          |
| - Rasmus Bengtsson kreeg in de 84e minuut een rode kaart nadat hij de doorgebroken Artur Sobiech had neergehaald. Fer (90') kreeg een gele kaart.                                                                                        | |                                             |                                                                             | |
| groepsfase | FC Twente                                                                                                 | 1 - 3 (0 - 2)                               | Helsingborgs IF                                                             | Selectie FC Twente: |
| do. 6 december 2012 Aanvangstijd: 21:05 Plaats: Enschede FC Twente Stadion Toeschouwers: 19.500 Scheidsrechter: Ilias Spathas (GRI) | Dušan Tadić 74'                                                                                           | 0 - 1 0 - 2 0 - 3 1 - 3                     | 6' Nikola Đurđić 22' Alejandro Bedoya 67' Thomas Sørum                      | BASISOPSTELLING: Bednarek - Breukers, Wisgerhof , Boyata, Braafheid - Pelupessy, Landzaat, Hölscher - Born, Castaignos, Chadli RESERVEBANK: Dronkers, Cornelisse, Douglas, Fillinger, Brama, Boelykin, Tadić WISSELS: 60' Boelykin - Chadli 72' Tadić - Born 73' Brama - Landzaat              |
| - Boyata (13') en Tadić (83') kregen een gele kaart. | |                                             |                                                                             | |
| | |                                             |                                                                             | |

## Spelersstatistieken

### Aantal wedstrijden
In de 54 gespeelde officiële wedstrijden in dit seizoen deed FC Twente een beroep op 38 spelers. Dušan Tadić maakte in 51 wedstrijden zijn opwachting. Ook Luc Castaignos (48), Willem Janssen (46), Douglas (43) en Roberto Rosales (40) speelden 40 wedstrijden of meer.
Verschillende spelers uit de eigen jeugd maakten hun debuut dit jaar. Doelverdedigers Filip Bednarek en Timo Plattel, verdediger Coen Gortemaker, middenvelder Joey Pelupessy en aanvallers Mirco Born, Tim Hölscher en Felitciano Zschusschen. Ook Daniel Fernandes, Tim Breukers, Andreas Bjelland, Dedryck Boyata, Shadrach Eghan, Felipe Gutiérrez, Dušan Tadić, Edwin Gyasi, Luc Castaignos, Dmitri Boelykin en Jerson Cabral debuteerden dit seizoen voor FC Twente.
| Naam                   | Positie                 | Eredivisie | Eredivisie | Eredivisie | Eredivisie | Play-offs | Play-offs | Play-offs | Play-offs | KNVB beker | KNVB beker | KNVB beker | KNVB beker | Europa League | Europa League | Europa League | Europa League | Totaal | Totaal | Totaal | Totaal |
| Naam                   | Positie                 | W          |            |            | R          | W         |           |           | R         | W          |            |            | R          | W             |               |               | R             | W      |        |        | R      |
| ---------------------- | ----------------------- | ---------- | ---------- | ---------- | ---------- | --------- | --------- | --------- | --------- | ---------- | ---------- | ---------- | ---------- | ------------- | ------------- | ------------- | ------------- | ------ | ------ | ------ | ------ |
| Nikolaj Michajlov      | doelverdediger          | 26         |            |            |            | –         |           |           |           | –          |            |            |            | 9             |               |               |               | 35     |        |        |        |
| Sander Boschker        | doelverdediger          | 7          |            |            | 12         | 4         |           |           |           | 2          |            |            |            | 3             |               |               | 6             | 16     |        |        | 18     |
| Daniel Fernandes       | doelverdediger          | –          |            |            | 6          | –         |           |           |           | –          |            |            | 2          | 1             |               |               | 5             | 1      |        |        | 13     |
| Filip Bednarek         | doelverdediger          | –          |            |            | 7          | –         |           |           |           | –          |            |            |            | 1             |               |               | 2             | 1      |        |        | 9      |
| Wouter Dronkers        | doelverdediger          | –          |            |            |            | –         |           |           |           | –          |            |            |            | –             |               |               | 1             | –      |        |        | 1      |
| Timo Plattel           | doelverdediger          | 1          |            |            | 9          | –         |           |           | 4         | –          |            |            |            | –             |               |               |               | 1      |        |        | 13     |
| Roberto Rosales        | verdediger              | 27         | 4          | 2          | 1          | 2         |           | 1         |           | –          |            |            |            | 11            |               | 2             |               | 40     | 4      | 5      | 1      |
| Tim Breukers           | verdediger              | 10         |            | 2          | 14         | 3         | 1         | 2         | 1         | 1          |            |            | 1          | 5             | 2             |               | 5             | 19     | 3      | 4      | 21     |
| Tim Cornelisse         | verdediger              | –          |            |            |            | –         |           |           |           | 1          |            |            |            | –             |               |               | 4             | 1      |        |        | 4      |
| Douglas                | verdediger              | 31         |            | 1          | 1          | –         |           |           | 2         | 1          | 1          |            | 1          | 11            |               |               | 1             | 43     | 1      | 1      | 5      |
| Rasmus Bengtsson       | verdediger              | 21         | 1          | 4          | 7          | 4         |           |           |           | 1          |            |            |            | 5             | 1             | 1             | 5             | 31     | 2      | 5      | 12     |
| Andreas Bjelland       | verdediger              | 6          | 2          | 1          | 4          | 4         |           |           |           | –          |            |            |            | 4             | 1             |               |               | 14     | 3      | 1      | 4      |
| Peter Wisgerhof        | verdediger              | 11         | 4          | 1          | 18         | 1         |           |           | 2         | 1          |            |            |            | 8             | 1             | 2             | 6             | 21     | 5      | 3      | 26     |
| Nils Röseler           | verdediger              | –          |            |            |            | –         |           |           |           | –          |            |            |            | 2             |               |               | 3             | 2      |        |        | 3      |
| Dedryck Boyata         | verdediger              | 5          | 4          | 1          | 5          | –         |           |           |           | 2          |            |            |            | 3             | 1             |               | 2             | 10     | 5      | 1      | 7      |
| Edson Braafheid        | verdediger              | 25         | 3          | 2          | 2          | 3         |           |           |           | –          |            |            | 1          | 6             |               | 3             |               | 34     | 3      | 5      | 3      |
| Nicky Kuiper           | verdediger              | –          |            |            |            | –         |           |           |           | 2          |            |            |            | 2             |               | 1             | 1             | 4      |        | 1      | 1      |
| Peet Bijen             | verdediger              | –          |            |            |            | –         |           |           | 1         | –          |            |            |            | –             |               |               |               | –      |        |        | 1      |
| Coen Gortemaker        | verdediger              | –          |            |            |            | –         |           |           |           | –          |            |            |            | 1             | 1             |               | 1             | 1      | 1      |        | 1      |
| Robbert Schilder       | verdediger/middenvelder | 28         | 1          | 5          |            | –         |           |           | 1         | –          |            |            | 1          | 11            | 1             | 4             |               | 39     | 2      | 9      | 2      |
| Wout Brama             | middenvelder            | 25         |            | 2          |            | –         |           |           |           | –          |            |            | 1          | 14            | 2             | 2             |               | 39     | 2      | 4      | 1      |
| Joey Pelupessy         | middenvelder            | 3          | 1          | 2          | 13         | –         |           |           | 4         | 2          |            | 1          |            | 2             |               | 1             | 1             | 7      | 1      | 4      | 18     |
| Willem Janssen         | middenvelder            | 30         | 6          | 17         | 3          | 4         |           | 2         |           | –          |            |            |            | 12            | 2             | 3             | 1             | 46     | 8      | 22     | 4      |
| Leroy Fer              | middenvelder            | 26         | 1          | 8          |            | 4         |           |           |           | –          |            |            |            | 8             | 2             |               |               | 38     | 3      | 8      |        |
| Denny Landzaat         | middenvelder            | 7          | 7          |            | 5          | –         |           |           |           | 2          |            |            |            | 5             | 3             | 2             | 1             | 14     | 10     | 2      | 6      |
| Lars Bleker            | middenvelder            | –          |            |            |            | –         |           |           |           | –          |            |            | 1          | –             |               |               |               | –      |        |        | 1      |
| Kris Fillinger         | middenvelder            | –          |            |            |            | –         |           |           |           | –          |            |            |            | –             |               |               | 1             | –      |        |        | 1      |
| Shadrach Eghan         | middenvelder            | 2          | 2          |            | 1          | –         |           |           | 2         | –          |            |            |            | –             |               |               |               | 2      | 2      |        | 3      |
| Quincy Promes          | middenvelder            | –          |            |            |            | –         |           |           |           | –          |            |            |            | 1             |               |               | 1             | 1      |        |        | 1      |
| Felipe Gutiérrez       | middenvelder/aanvaller  | 23         | 9          | 7          | 5          | 4         |           |           |           | 2          |            | 1          |            | 9             | 6             | 2             |               | 38     | 15     | 10     | 5      |
| Tim Hölscher           | middenvelder/aanvaller  | 12         | 5          | 3          | 3          | 4         | 3         | 1         |           | –          |            |            |            | 2             | 1             |               |               | 18     | 9      | 4      | 3      |
| Dušan Tadić            | middenvelder/aanvaller  | 33         | 1          | 4          |            | 4         |           |           |           | 1          | 1          |            |            | 13            | 2             | 1             |               | 51     | 4      | 5      |        |
| Edwin Gyasi            | aanvaller               | 12         | 4          | 6          | 7          | 1         | 1         |           | 1         | 2          |            | 1          |            | 1             |               | 1             |               | 16     | 5      | 8      | 8      |
| Wesley Verhoek         | aanvaller               | 3          | 3          |            |            | –         |           |           |           | –          |            |            |            | 6             | 4             | 1             | 2             | 9      | 7      | 1      | 2      |
| Luc Castaignos         | aanvaller               | 34         | 9          | 7          |            | 4         |           | 1         |           | 2          | 1          |            |            | 8             | 1             | 2             |               | 48     | 11     | 10     |        |
| Dmitri Boelykin        | aanvaller               | 22         | 10         | 9          | 4          | –         |           |           |           | –          |            |            | 1          | 7             | 4             | 3             |               | 29     | 14     | 12     | 5      |
| Glynor Plet            | aanvaller               | –          |            |            | 1          | –         |           |           |           | –          |            |            |            | 5             |               | 3             | 2             | 5      |        | 3      | 3      |
| Mirco Born             | aanvaller               | 1          | 1          |            |            | –         |           |           |           | 1          |            | 1          |            | 2             | 1             | 1             | 2             | 4      | 2      | 2      | 2      |
| Nacer Chadli           | aanvaller               | 22         | 2          | 6          |            | 4         | 1         | 2         |           | 2          | 2          |            |            | 10            | 1             | 3             |               | 38     | 6      | 11     |        |
| Joshua John            | aanvaller               | –          |            |            |            | –         |           |           |           | –          |            |            |            | 2             |               |               | 2             | 2      |        |        | 2      |
| Jerson Cabral          | aanvaller               | 9          | 8          | 1          | 8          | –         |           |           |           | 2          |            | 1          |            | 3             | 2             | 1             | 1             | 14     | 10     | 3      | 9      |
| Felitciano Zschusschen | aanvaller               | 3          | 3          |            | 7          | 3         | 3         |           | 1         | –          |            |            |            | –             |               |               |               | 6      | 6      |        | 8      |
| Totaal                 | Totaal                  | 34         |            |            |            | 4         |           |           |           | 2          |            |            |            | 14            |               |               |               | 54     |        |        |        |

### Topscorers

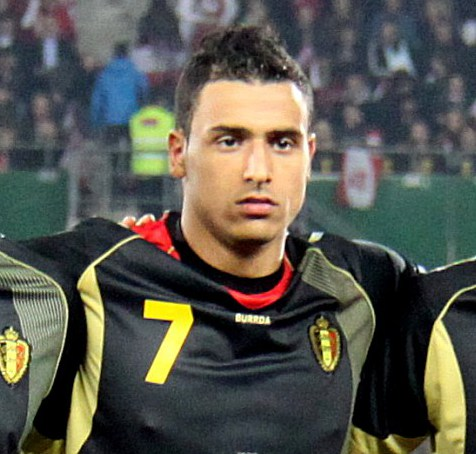
Topscorer Nacer Chadli.

| #                            | Naam                         | Nationaal | Nationaal | Nationaal | Nationaal | Europees | Europees | Tot. |
| #                            | Naam                         | ED        | PO        | B         | Subt.     | EL       | Subt.    | Tot. |
| ---------------------------- | ---------------------------- | --------- | --------- | --------- | --------- | -------- | -------- | ---- |
| 1                            | Nacer Chadli                 | 10        | 2         | 0         | 12        | 6        | 6        | 17   |
| 2                            | Dušan Tadić                  | 12        | 1         | 0         | 13        | 3        | 3        | 16   |
| 3                            | Luc Castaignos               | 13        | 0         | 1         | 14        | 0        | 0        | 14   |
| 4                            | Leroy Fer                    | 5         | 0         | 0         | 5         | 6        | 6        | 11   |
| 5                            | Dmitri Boelykin              | 5         | 0         | 0         | 5         | 0        | 0        | 5    |
| 5                            | Felipe Gutiérrez             | 2         | 2         | 0         | 4         | 1        | 1        | 5    |
| 5                            | Willem Janssen               | 3         | 0         | 0         | 3         | 2        | 2        | 5    |
| 5                            | Robbert Schilder             | 2         | 0         | 0         | 2         | 3        | 3        | 5    |
| 9                            | Douglas                      | 3         | 0         | 0         | 3         | 1        | 1        | 4    |
| 9                            | Glynor Plet                  | 0         | 0         | 0         | 0         | 4        | 4        | 4    |
| 11                           | Rasmus Bengtsson             | 2         | 0         | 0         | 0         | 1        | 1        | 3    |
| 12                           | Wout Brama                   | 1         | 0         | 0         | 0         | 0        | 1        | 1    |
| 12                           | Edson Braafheid              | 0         | 1         | 0         | 0         | 0        | 1        | 1    |
| 12                           | Edwin Gyasi                  | 1         | 0         | 0         | 1         | 0        | 0        | 1    |
| 12                           | Joshua John                  | 0         | 0         | 0         | 0         | 1        | 1        | 1    |
| 12                           | Denny Landzaat               | 0         | 0         | 1         | 1         | 0        | 0        | 1    |
| 12                           | Peter Wisgerhof              | 0         | 0         | 0         | 0         | 1        | 1        | 1    |
| eigen doel door tegenstander | eigen doel door tegenstander | 1         | 0         | 0         | 0         | 0        | 0        | 1    |
| Totaal                       | Totaal                       | 60        | 4         | 2         | 66        | 29       | 29       | 73   |

### Assists

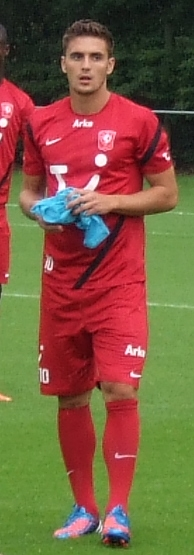
Aangever Dušan Tadić.

| #      | Naam                   | Nationaal | Nationaal | Nationaal | Nationaal | Europees | Europees | Tot. |
| #      | Naam                   | ED        | PO        | B         | Subt.     | EL       | Subt.    | Tot. |
| ------ | ---------------------- | --------- | --------- | --------- | --------- | -------- | -------- | ---- |
| 1      | Dušan Tadić            | 15        | 1         | 0         | 16        | 3        | 3        | 19   |
| 2      | Nacer Chadli           | 5         | 0         | 0         | 5         | 5        | 5        | 10   |
| 3      | Roberto Rosales        | 5         | 0         | 0         | 5         | 1        | 1        | 6    |
| 4      | Leroy Fer              | 4         | 0         | 0         | 4         | 1        | 1        | 5    |
| 5      | Tim Hölscher           | 3         | 1         | 0         | 4         | 0        | 0        | 4    |
| 6      | Wesley Verhoek         | 0         | 0         | 0         | 0         | 3        | 3        | 3    |
| 7      | Rasmus Bengtsson       | 1         | 0         | 0         | 0         | 0        | 0        | 1    |
| 7      | Dmitri Boelykin        | 1         | 0         | 0         | 0         | 0        | 0        | 1    |
| 7      | Edson Braafheid        | 1         | 0         | 0         | 0         | 0        | 0        | 1    |
| 7      | Wout Brama             | 1         | 0         | 0         | 0         | 0        | 0        | 1    |
| 7      | Luc Castaignos         | 1         | 0         | 0         | 0         | 0        | 0        | 1    |
| 7      | Felipe Gutiérrez       | 1         | 0         | 0         | 0         | 0        | 0        | 1    |
| 7      | Willem Janssen         | 1         | 0         | 0         | 0         | 0        | 0        | 1    |
| 7      | Joshua John            | 0         | 0         | 0         | 0         | 1        | 1        | 1    |
| 7      | Glynor Plet            | 0         | 0         | 0         | 0         | 1        | 1        | 1    |
| 7      | Robbert Schilder       | 0         | 0         | 0         | 0         | 1        | 1        | 1    |
| 7      | Felitciano Zschusschen | 0         | 1         | 0         | 0         | 0        | 0        | 1    |
| Totaal | Totaal                 | 39        | 3         | 0         | 42        | 20       | 20       | 62   |

### Gele kaarten
| #      | Naam              | Nationaal | Nationaal | Nationaal | Nationaal | Europees | Europees | Tot. |
| #      | Naam              | ED        | PO        | B         | Subt.     | EL       | Subt.    | Tot. |
| ------ | ----------------- | --------- | --------- | --------- | --------- | -------- | -------- | ---- |
| 1      | Roberto Rosales   | 8         | 0         | 0         | 8         | 1        | 1        | 9    |
| 2      | Wout Brama        | 7         | 0         | 0         | 7         | 1        | 1        | 8    |
| 2      | Leroy Fer         | 3         | 2         | 0         | 5         | 3        | 3        | 8    |
| 4      | Dušan Tadić       | 5         | 0         | 0         | 5         | 2        | 2        | 7    |
| 5      | Willem Janssen    | 6         | 0         | 0         | 6         | 0        | 0        | 6    |
| 6      | Douglas           | 4         | 0         | 0         | 4         | 1        | 1        | 5    |
| 7      | Edson Braafheid   | 2         | 1         | 1         | 4         | 0        | 0        | 4    |
| 7      | Robbert Schilder  | 2         | 0         | 0         | 2         | 2        | 2        | 4    |
| 9      | Rasmus Bengtsson  | 0         | 0         | 1         | 1         | 1        | 1        | 2    |
| 9      | Tim Breukers      | 1         | 0         | 0         | 1         | 1        | 1        | 2    |
| 9      | Luc Castaignos    | 1         | 0         | 0         | 1         | 1        | 1        | 2    |
| 9      | Nacer Chadli      | 1         | 0         | 0         | 1         | 1        | 1        | 2    |
| 9      | Tim Hölscher      | 1         | 1         | 0         | 2         | 0        | 0        | 2    |
| 9      | Wesley Verhoek    | 1         | 0         | 0         | 1         | 1        | 1        | 2    |
| 9      | Peter Wisgerhof   | 1         | 0         | 1         | 2         | 0        | 0        | 2    |
| 15     | Andreas Bjelland  | 0         | 1         | 0         | 1         | 0        | 0        | 1    |
| 15     | Mirco Born        | 0         | 0         | 1         | 1         | 0        | 0        | 1    |
| 15     | Dedryck Boyata    | 0         | 0         | 0         | 0         | 1        | 1        | 1    |
| 15     | Felipe Gutiérrez  | 1         | 0         | 0         | 1         | 0        | 0        | 1    |
| 15     | Denny Landzaat    | 0         | 0         | 0         | 0         | 1        | 1        | 1    |
| 15     | Nikolaj Michajlov | 1         | 0         | 0         | 1         | 0        | 0        | 1    |
| Totaal | Totaal            | 45        | 4         | 5         | 54        | 17       | 17       | 71   |

### Rode kaarten
| #      | Naam             | Nationaal | Nationaal | Nationaal | Nationaal | Europees | Europees | Tot. |
| #      | Naam             | ED        | PO        | B         | Subt.     | EL       | Subt.    | Tot. |
| ------ | ---------------- | --------- | --------- | --------- | --------- | -------- | -------- | ---- |
| 1      | Rasmus Bengtsson | 1         | 0         | 0         | 1         | 1        | 1        | 2    |
| 2      | Dedryck Boyata   | 0         | 0         | 1         | 1         | 0        | 0        | 1    |
| 2      | Edson Braafheid  | 1         | 0         | 0         | 1         | 0        | 0        | 1    |
| 2      | Luc Castaignos   | 0         | 0         | 1         | 1         | 0        | 0        | 1    |
| Totaal | Totaal           | 2         | 0         | 2         | 4         | 1        | 1        | 5    |

## Jong FC Twente

### Transfers
Voor dit seizoen werd Edwin Gyasi van De Graafschap vastgelegd. Mirco Born, Kris Fillinger, Peter Gebben, Coen Gortemaker, Rick Hemmink en Tim Hölscher kwamen daarnaast over uit de A1 van de voetbalacademie FC Twente. Uit Ghana werd de 18-jarige Mustapha Yahaya gehaald. Per 1 januari 2013 werd ook diens landgenoot Shadrach Eghan aan het beloftenteam toegevoegd. In juli 2012 tekende Marc Langeveld van Vv Katwijk een opleidingscontract bij FC Twente. Hij werd vervolgens verhuurd aan AGOVV Apeldoorn, maar omdat de overschrijving na het sluiten van de 'transferwindow' voor amateurspelers plaatsvond, werd deze constructie door de KNVB afgewezen. Langeveld keerde daarop begin oktober terug naar Vv Katwijk.
Tuomas Rannankari, Bryan Ottenhof, Filip Oršula, Sander van Aken en Mitch Stockentree beschikten allen over aflopende contracten en verlieten het elftal. Quincy Promes en Nils Röseler werden in de voorbereiding op het seizoen aan de eerste selectie toegevoegd en werden later verhuurd, respectievelijk aan Go Ahead Eagles en VVV-Venlo. Ook beloftenspeler Cas Peters werd aan Go Ahead Eagles uitgeleend. De huurperiode van de Braziliaan Gladestoney (eigendom van Desportivo Brasil) werd niet verlengd. Eind augustus 2012 werd besloten Jurjan Mannes aan Fortuna Sittard te verhuren en Thijs Bouma aan VfL Osnabrück.
In januari 2013 vertrok Chris David naar Fulham FC en Theo Vogelsang naar Kickers Offenbach. David was reeds in augustus 2012 rondgekomen met Fulham, maar de transfer ketste af na een medische keuring. Enkele maanden later werd hij alsnog vastgelegd.

### Selectie seizoen 2012/13
| Positie         | Spelers |
| --------------- | --- |
| Doelverdediging | Filip Bednarek (1992), Wouter Dronkers (1993)                                                                    |
| Verdediging     | Mark Engberink (1992), Kris Fillinger (1993), Peter Gebben (1994), Coen Gortemaker (1994), Joey Pelupessy (1993) |
| Middenveld      | Chris David (1993), Shadrach Eghan (1994), Rik Hemmink (1993), Tim Hölscher (1995), Mustapha Yahaya (1994)       |
| Aanval          | Mirco Born (1994), Edwin Gyasi (1991), Theo Vogelsang (1990), Felitciano Zschusschen (1992)                      |

De selectie wordt bij wedstrijden aangevuld met reservespelers van het eerste elftal en spelers uit de voetbalacademie.

### Seizoensverloop
Het beloftenelftal van FC Twente, voor het tweede achtereenvolgende jaar getraind door Patrick Kluivert, ging het seizoen 2012/13 in als regerend landskampioen. Het seizoen werd daarom met de Supercup Beloften geopend tegen bekerwinnaar Jong Ajax. Deze wedstrijd werd door Twente met 2-0 gewonnen. Quincy Promes en Tim Hölscher scoorden de doelpunten.
De competitie voor beloftenteams kende met ingang van dit seizoen een grondige wijziging. In een poulesysteem waarin acht teams in een halve competitie tegen elkaar streden, moest plaatsing voor de Beloften Eredivisie worden afgedwongen. FC Twente slaagde daar ternauwernood in, door na Jong PSV, Jong Vitesse/AGOVV en Jong Heracles als vierde te eindigen. In de Eredivisie waren de resultaten zeer wisselend. Jong FC Twente eindigde in de competitie van twaalf teams uiteindelijk als achtste, op geruime afstand van landskampioen Jong Heerenveen/Emmen. Topscorer bij FC Twente werd spitsspeler Felitciano Zschusschen met veertien doelpunten.